# تعليم
التعليم[بحاجة لمصدر] أو التربية هو نقل المعرفة والمهارات والسمات الشخصية ويأتي في أشكال متعددة ومختلفة، حيث يحدث التعليم الرسمي في إطار مؤسسي منظم، مثل المدارس العامة، وفقًا لمنهج دراسي، أما التعليم غير النظامي فيحدث في إطار منظم أيضًا ولكنه خارج نظام التعليم الرسمي، في حين أن التعليم غير الرسمي هو تعلم غير منظم يحدث نتيجة للاستفادة من التجارب اليومية. وينقسم التعليم الرسمي (النظامي) وغير النظامي إلى مستويات تشمل التعليم في مرحلة الطفولة المبكرة، والتعليم الابتدائي، والتعليم الثانوي، والتعليم العالي (الثالثي)، بينما تركز التصنيفات الأخرى على طرق التدريس، مثل التعليم المتمركز حول المعلم والتعليم المتمركز حول الطالب، وعلى موضوع التعليم مثل تعليم العلوم، وتعليم اللغة، والتربية البدنية. بالإضافة إلى ذلك يمكن أن يشير مصطلح "التعليم" أيضًا إلى الحالات الذهنية والصفات العقلية للمتعلمين والمجال الأكاديمي الذي يدرس الظواهر التعليمية.
إن التعريف الدقيق للتعليم محل خلاف، وهناك خلافات حول ماهية أهداف التعليم ومدى اختلافه عن التلقين أثناء تعزيز التفكير النقدي، تؤثر هذه الخلافات على كيفية تحديد وقياس وتحسين أشكال التعليم. يعمل التعليم أساساً على إدماج الأطفال في المجتمع من خلال تعليمهم القيم والأعراف الثقافية، وتزويدهم بالمهارات اللازمة ليصبحوا أعضاء منتجين في المجتمع، وبهذه الطريقة، فإن التعليم يعزز النمو الاقتصادي ويزيد الوعي بالمشاكل المحلية والعالمية. وتؤثر أيضًا  المؤسسات المنظمة على العديد من جوانب التعليم. على سبيل المثال، تضع الحكومات سياسات تعليمية لتحديد موعد انعقاد الفصول الدراسية، وما يُدرس، ومن يمكنه أو يجب عليه الحضور. وكان للمنظمات الدولية، مثل اليونسكو، تأثير كبير في تعزيز التعليم الابتدائي لجميع الأطفال.
وتوجد العديد من العوامل التي تؤثر على نجاح التعليم. حيث تشمل العوامل النفسية الدافع والذكاء والشخصية، أما العوامل الاجتماعية، مثل الوضع الاجتماعي والاقتصادي والعرق والجنس، فغالبًا ما ترتبط بالتمييز، في حين توجد عوامل أخرى مثل الوصول إلى التكنولوجيا التعليمية، ونوعية المعلمين، ومشاركة أولياء الأمور.
ويسمى المجال الأكاديمي الرئيسي الذي يدرس التعليم بالدراسات التربوية، حيث يهتم بالبحث في ماهية التعليم، وأهدافه وآثاره، وكيفية تحسينه، ويشمل العديد من المجالات الفرعية، مثل فلسفة التربية وعلم النفس وعلم الاجتماع التربوي واقتصاديات التعليم، ويناقش أيضًا التعليم المقارن وعلم أصول التدريس (البيداغوجيا) وتاريخ التعليم.
في عصور ما قبل التاريخ، كان التعليم يحدث بشكل غير رسمي من خلال التواصل الشفهي والتقليد. ومع ظهور الحضارات القديمة، اخترعت الكتابة، وتزايدت كمية المعرفة، أدى ذلك إلى التحول من التعليم غير الرسمي إلى التعليم الرسمي. في البداية، كان التعليم الرسمي متاحًا بشكل أساسي للنخب والجماعات الدينية. أدى اختراع آلة الطباعة في القرن الخامس عشر إلى جعل الكتب متاحة على نطاق أوسع. أدى هذا إلى زيادة معرفة القراءة والكتابة العامة. ابتداءً من القرنين الثامن عشر والتاسع عشر، أصبح التعليم العام أكثر أهمية. أدى هذا التطور إلى العملية العالمية لجعل التعليم الابتدائي متاحًا للجميع، مجانًا، وإلزاميًا حتى سن معينة. واليوم، يلتحق بالمدارس الابتدائية أكثر من 90% من جميع الأطفال في سن الدراسة الابتدائية في جميع أنحاء العالم.

## التعريفات
مصطلح "التعليم" مشتق من الكلمات اللاتينية (باللاتينية: educare)، والتي تعني "الإعداد" و(باللاتينية: educere)، والتي تعني "الإنتاج". لقد استكشف تعريف التعليم من قبل المنظرين من مختلف المجالات. يتفق الكثيرون على أن التعليم هو نشاط هادف يهدف إلى تحقيق أهداف مثل نقل المعرفة والمهارات والصفات الشخصية. يدور جدل واسع النطاق حول طبيعته الدقيقة بما يتجاوز هذه السمات العامة. ينظر أحد النهج إلى التعليم باعتباره عملية تحدث أثناء أحداث مثل الدراسة والتدريس والتعلم. وهناك وجهة نظر أخرى تفهم التعليم ليس كعملية، بل كحالات ذهنية وميول للأشخاص المتعلمين تنتج عن هذه العملية. بالإضافة إلى ذلك، قد يشير المصطلح أيضًا إلى المجال الأكاديمي الذي يدرس الأساليب والعمليات والمؤسسات الاجتماعية المشاركة في التدريس والتعلم. إن وجود فكرة واضحة عما يعنيه هذا المصطلح أمر مهم عند محاولة تحديد الظواهر التعليمية، وقياس النجاح التعليمي، وتحسين الممارسات التعليمية.
يقدم بعض المنظرين تعريفات دقيقة من خلال تحديد السمات المحددة التي تقتصر على جميع أشكال التعليم. على سبيل المثال، قدم ريتشارد ستانلي بيترز، فكرته بتحديد ثلاث سمات أساسية للتعليم، والتي تشمل نقل المعرفة والفهم إلى الطالب وأن هذه العملية مفيدة وتنفذ بطريقة مناسبة أخلاقيا. غالبًا ما تنجح مثل هذه التعريفات الدقيقة في وصف أكثر أشكال التعليم شيوعًا. ومع ذلك، فإنهم غالبًا ما يواجهون انتقادات لأن أنواع التعليم الأقل شيوعًا تقع أحيانًا خارج نطاق معاييرهم. يمكن تجنب صعوبة التعامل مع الأمثلة المضادة التي لا تغطيها تعريفات دقيقة من خلال تقديم تعريفات أقل دقة تعتمد على التشابه العائلي بدلاً من ذلك. وهذا يعني أن جميع أشكال التعليم متشابهة مع بعضها البعض، لكنها لا تحتاج إلى مشاركة مجموعة من السمات الأساسية التي تشترك فيها جميعها. يعتقد بعض منظري التعليم، مثل كيرا سيويل وستيفن نيومان، أن مصطلح "التعليم" يعتمد على السياق.
تشير المفاهيم التقييمية أو السميكة للتعليم إلى أن جزءًا من طبيعة التعليم يؤدي إلى نوع من التحسين. إنها تتناقض مع المفاهيم اللينة، التي تقدم تفسيرًا محايدًا للقيمة. يقدم بعض المنظرين مفهومًا وصفيًا للتعليم من خلال ملاحظة كيفية استخدام هذا المصطلح بشكل شائع في اللغة العادية. وعلى النقيض من ذلك، تحدد المفاهيم التوجيهية ما هو التعليم الجيد أو كيف ينبغي ممارسة التعليم. ترى العديد من المفاهيم السميكة والإرشادية التعليم كنشاط يحاول تحقيق أهداف معينة، والتي قد تتراوح من اكتساب المعرفة وتعلم التفكير العقلاني إلى رعاية السمات الشخصية مثل اللطف والصدق.
يؤكد العديد من العلماء على دور التفكير النقدي في التمييز بين التعليم والتلقين. ويذكرون أن مجرد التلقين يهتم فقط بغرس المعتقدات في الطالب، بغض النظر عما إذا كانت المعتقدات عقلانية؛ في حين أن التعليم يعزز أيضًا القدرة العقلانية على التفكير النقدي والتشكيك في تلك المعتقدات. وليس من المقبول عالميًا أن يميز بين هاتين الظاهرتين بشكل واضح لأن بعض أشكال التلقين قد تكون ضرورية في المراحل الأولى من التعليم بينما لم يتطور عقل الطفل بشكل كافٍ بعد. وينطبق هذا على الحالات التي يحتاج فيها الأطفال الصغار إلى تعلم شيء ما دون أن يكونوا قادرين على فهم الأسباب الكامنة وراء ذلك، مثل بعض قواعد السلامة وممارسات النظافة.
يمكن وصف التعليم من وجهة نظر المعلم أو الطالب. تركز التعريفات التي تركز على المعلم على منظور ودور المعلم في نقل المعرفة والمهارات بطريقة مناسبة أخلاقيا. تحلل التعريفات التي تركز على الطالب التعليم من خلال مشاركة الطالب في عملية التعلم وترى أن هذه العملية تعمل على تحويل وإثراء تجاربهم اللاحقة. من الممكن أيضًا وضع تعريفات تأخذ كلا وجهتي النظر في الاعتبار. يمكن أن يأخذ هذا شكل وصف التعليم كعملية تجربة مشتركة لاكتشاف عالم مشترك وحل المشكلات.

### المصطلح في اللغة العربية
مصطلح التعليم هو من الفعل عَلَّمَ، ومن يقوم بالفعل يدعى (مُعلِّم) والمفعول (مُعلَّم). واصطلاحًا: هو عملية نقل المعرفة والخبرات عن طريق المعلم إلى المتعلم.
أما التربية فهي من المصدر رَبًّى، وحين نقول تربية الطفل (الشخص)؛ فاصطلاحًا تعليمه وتنشئته وتهذيبه.
في الترجمة العربية للمصطلح الإنجليزي (Education) يستخدم مصطلح التعليم ومصطلح التربية بالتبادل، فمثلًا يترجم مصطلح (بالإنجليزية: Philosophy of education) إلى مصطلح فلسفة التربية في كثير من المصادر والمراجع العربية بدلًا من مصطلح فلسفة التعليم.

## الأنواع
هناك عدة تصنيفات للتعليم. ويعتمد أحد التصنيفات على الإطار المؤسسي، حيث يميز بين التعليم الرسمي وغير الرسمي وغير النظامي. تصنيف آخر يتضمن مستويات مختلفة من التعليم بناءً على عوامل مثل عمر الطالب ومدى تعقيد المحتوى. تركز الفئات الأخرى على الموضوع وطريقة التدريس والوسيلة المستخدمة والتمويل.

### الرسمي، الغير رسمي، والغير نظامي
التقسيم الأكثر شيوعًا هو بين التعليم الرسمي وغير الرسمي وغير النظامي. يحدث التعليم الرسمي ضمن إطار مؤسسي منظم، عادةً بترتيب زمني وهرمي. ينظم نظام التعليم الحديث الفصول الدراسية على أساس عمر الطالب وتقدمه، بدءًا من المدرسة الابتدائية إلى الجامعة. عادة ما يجري الإشراف على التعليم الرسمي وتنظيمه من قبل الحكومة، وغالبًا ما يفرض حتى سن معينة.
يحدث التعليم غير النظامي وغير الرسمي خارج نظام التعليم الرسمي، حيث يعمل التعليم غير النظامي كحل وسط. مثل التعليم الرسمي، فإن التعليم غير النظامي منظم ومنهجي وتجري متابعته بهدف واضح، كما يظهر في أنشطة مثل الدروس الخصوصية وفصول اللياقة البدنية والمشاركة في الحركة الكشفية. ومن ناحية أخرى، يحدث التعليم غير الرسمي بطريقة غير منهجية من خلال التجارب اليومية والتعرض للبيئة. على عكس التعليم الرسمي وغير النظامي، لا يوجد عادةً أي شخصية مسؤولة عن التدريس. يتكشف التعليم غير الرسمي في بيئات ومواقف مختلفة طوال حياة الفرد، وغالبًا ما يكون ذلك تلقائيًا، مثل تعلم الأطفال لغتهم الأولى من والديهم أو إتقان الأفراد مهارات الطبخ من خلال إعداد طبق معًا.
يفرق بعض المنظرين بين الأنواع الثلاثة بناءً على بيئة التعلم: التعليم الرسمي يحدث داخل المدارس، والتعليم غير النظامي يحدث في أماكن لا يرتادها بانتظام، مثل المتاحف، والتعليم غير الرسمي يتكشف في سياق الروتين اليومي. بالإضافة إلى ذلك، هناك تباينات في مصدر التحفيز. يميل التعليم الرسمي إلى أن يكون مدفوعًا بدوافع خارجية، مدفوعة بمكافآت خارجية. وعلى العكس من ذلك، في التعليم غير النظامي وغير الرسمي، يسود عادةً الحافز الجوهري الناشئ عن الإستمتاع بعملية التعلم. في حين أن التمييز بين الأنواع الثلاثة واضح بشكل عام، إلا أن بعض أشكال التعليم قد لا تتناسب تمامًا مع فئة واحدة.
في الثقافات البدائية، كان التعليم يحدث في الغالب بشكل غير رسمي، مع القليل من التمييز بين الأنشطة التعليمية والمساعي اليومية الأخرى. وبدلاً من ذلك، كانت البيئة بأكملها بمثابة فصل دراسي، وكان الكبار يتولون عادةً دور المعلمين. ومع ذلك، فإن التعليم غير الرسمي غالبًا ما يكون غير كاف لنقل كميات كبيرة من المعرفة. ولمعالجة هذا القيد، عادةً ما تكون الإعدادات التعليمية الرسمية والمدرسون المدربون ضرورية. ساهمت هذه الضرورة في زيادة أهمية التعليم الرسمي عبر التاريخ. وبمرور الوقت، أدى التعليم الرسمي إلى التحول نحو تجارب وموضوعات تعليمية أكثر تجريدًا، وإبعاد نفسه عن الحياة اليومية. وكان هناك تركيز أكبر على فهم المبادئ والمفاهيم العامة بدلاً من مجرد مراقبة وتقليد سلوكيات محددة.

### المستويات

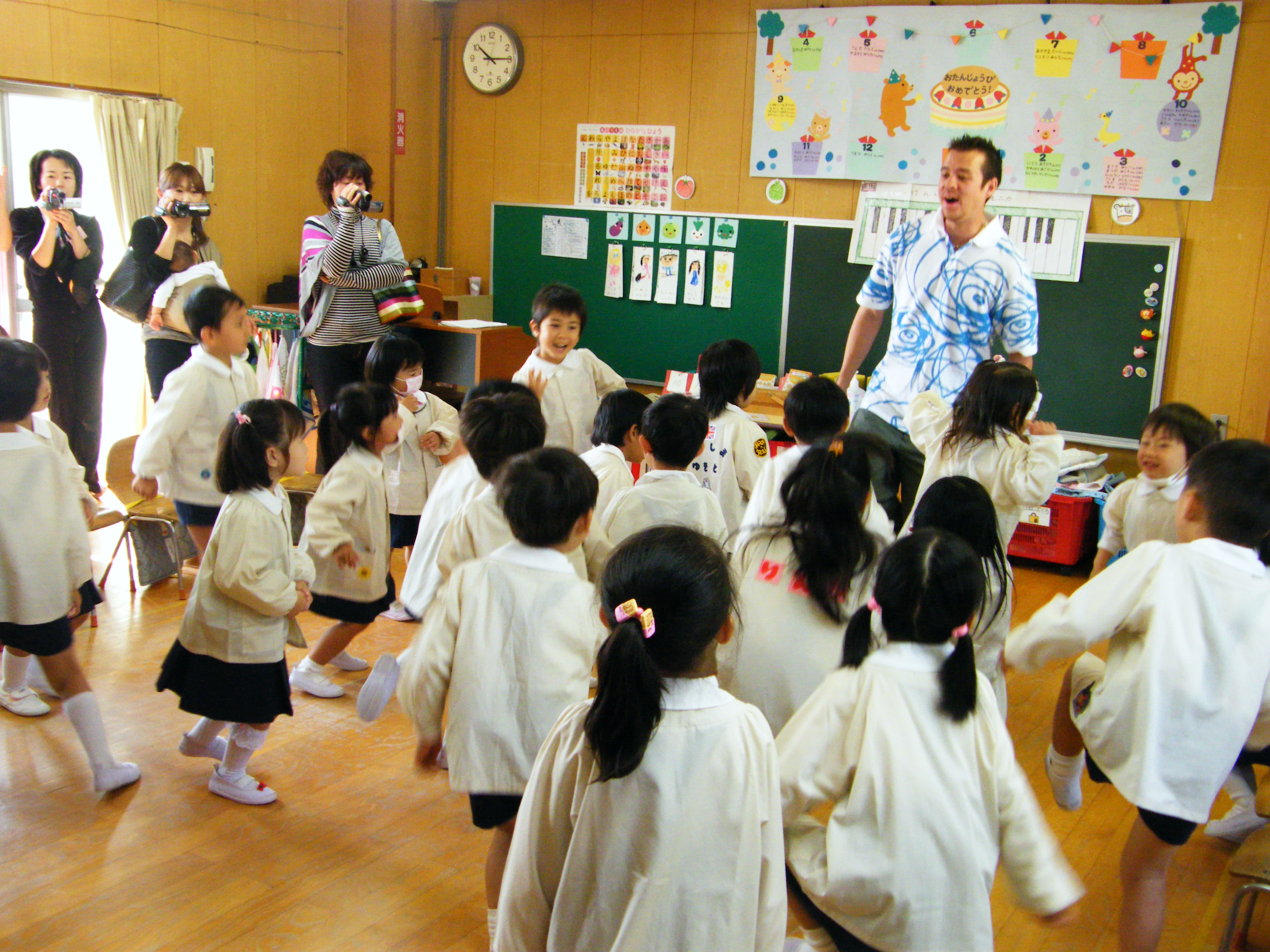
أطفال في روضة أطفال يابانية.

غالبًا ما تصنف أنواع التعليم إلى مستويات أو مراحل مختلفة. أحد الأطر المؤثرة هو التصنيف الدولي الموحد للتعليم، الذي تديره منظمة الأمم المتحدة للتربية والعلم والثقافة (اليونسكو). يشمل هذا التصنيف كلاً من التعليم النظامي وغير النظامي ويميز المستويات بناءً على عوامل مثل عمر الطالب ومدة التعلم ومدى تعقيد المحتوى الذي يجري تغطيته. تشمل المعايير الإضافية متطلبات القبول ومؤهلات المعلمين والنتيجة المرجوة من الإكمال الناجح. تجمع المستويات في التعليم في مرحلة الطفولة المبكرة (المستوى 0)، والتعليم الابتدائي (المستوى 1)، والتعليم الثانوي (المستويات 2-3)، والتعليم ما بعد الثانوي غير العالي (المستوى 4)، والتعليم الثالثي (المستويات 5-8).
يشمل التعليم في مرحلة الطفولة المبكرة، والذي يشار إليه أيضًا بالتعليم ما قبل المدرسة أو التعليم في الحضانة، الفترة من الولادة حتى بدء المدرسة الابتدائية. وهو مصمم لتسهيل التنمية الشاملة للطفل، ومعالجة الجوانب الجسدية والعقلية والاجتماعية له. يعد التعليم في مرحلة الطفولة المبكرة أمرًا محوريًا في تعزيز التنشئة الاجتماعية وتنمية الشخصية، مع نقل المهارات الأساسية في التواصل والتعلم وحل المشكلات. وهدفها الشامل هو إعداد الأطفال للانتقال إلى التعليم الابتدائي. في حين أن التعليم قبل المدرسي عادة ما يكون اختياريًا، إلا أنه في بعض البلدان مثل البرازيل، يصبح إلزاميًا بدءًا من سن الرابعة.

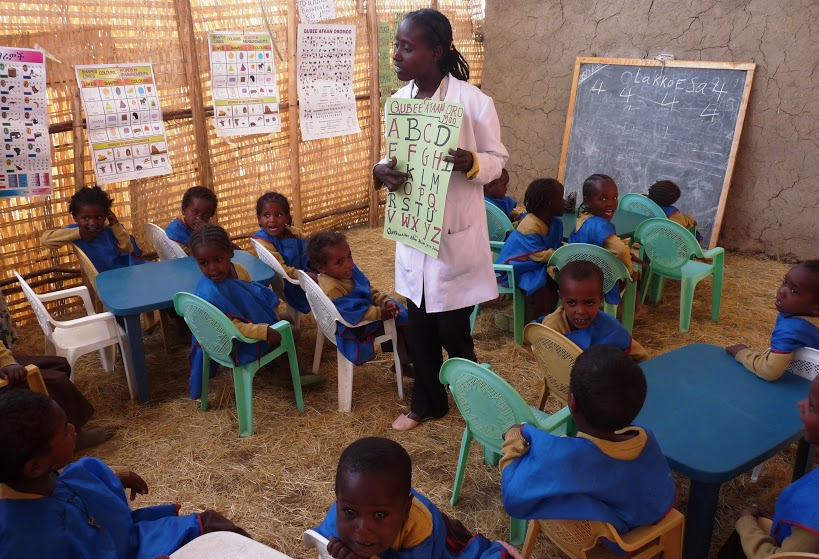
فصل دراسي في مدرسة ابتدائية في إثيوبيا.

يبدأ التعليم الابتدائي عادة بين سن الخامسة والسابعة ويمتد من أربع إلى سبع سنوات. ليس للتعليم الابتدائي أي متطلبات دخول إضافية وتهدف إلى نقل المهارات الأساسية في القراءة والكتابة والرياضيات. بالإضافة إلى ذلك، فإنه يوفر المعرفة الأساسية في موضوعات مثل التاريخ والجغرافيا والعلوم والموسيقى والفن. هدف آخر هو تسهيل التنمية الشخصية. في الوقت الحاضر، يعد التعليم الإبتدائي إلزاميًا في جميع الدول تقريبًا، حيث يحضر أكثر من 90% من الأطفال في سن المدرسة الإبتدائية في جميع أنحاء العالم مثل هذه المدارس.
يخلف التعليم الثانوي التعليم الابتدائي ويمتد عادةً للأعمار من 12 إلى 18 عامًا. وينقسم عادة إلى التعليم الثانوي الأدنى (مثل المدرسة المتوسطة أو المدرسة الإعدادية) والتعليم الثانوي العالي (مثل المدرسة الثانوية أو الكلية، اعتمادا على البلد). يتطلب التعليم الثانوي الأدنى عادةً إكمال المرحلة الابتدائية كشرط أساسي للالتحاق به. ويهدف إلى توسيع وتعميق نتائج التعلم، مع التركيز بشكل أكبر على المناهج الدراسية الخاصة بموضوع معين، وغالبًا ما يتخصص المعلمون في موضوع واحد أو عدد قليل من المواضيع المحددة. أحد أهدافها هو تعريف الطلاب بالمفاهيم النظرية الأساسية في مختلف المواضيع، ووضع أساس قوي للتعلم مدى الحياة. وفي بعض الحالات، قد يتضمن أيضًا أشكالًا بدائية من التدريب المهني. التعليم الإعدادي إلزامي في العديد من البلدان عبر وسط وشرق آسيا وأوروبا والأمريكتين. وفي بعض الدول، يمثل المرحلة النهائية من التعليم الإلزامي. ومع ذلك، فإن التعليم الإعدادي الإلزامي أقل شيوعًا في الدول العربية، وإفريقيا جنوب الصحراء الكبرى، وجنوب وغرب آسيا.

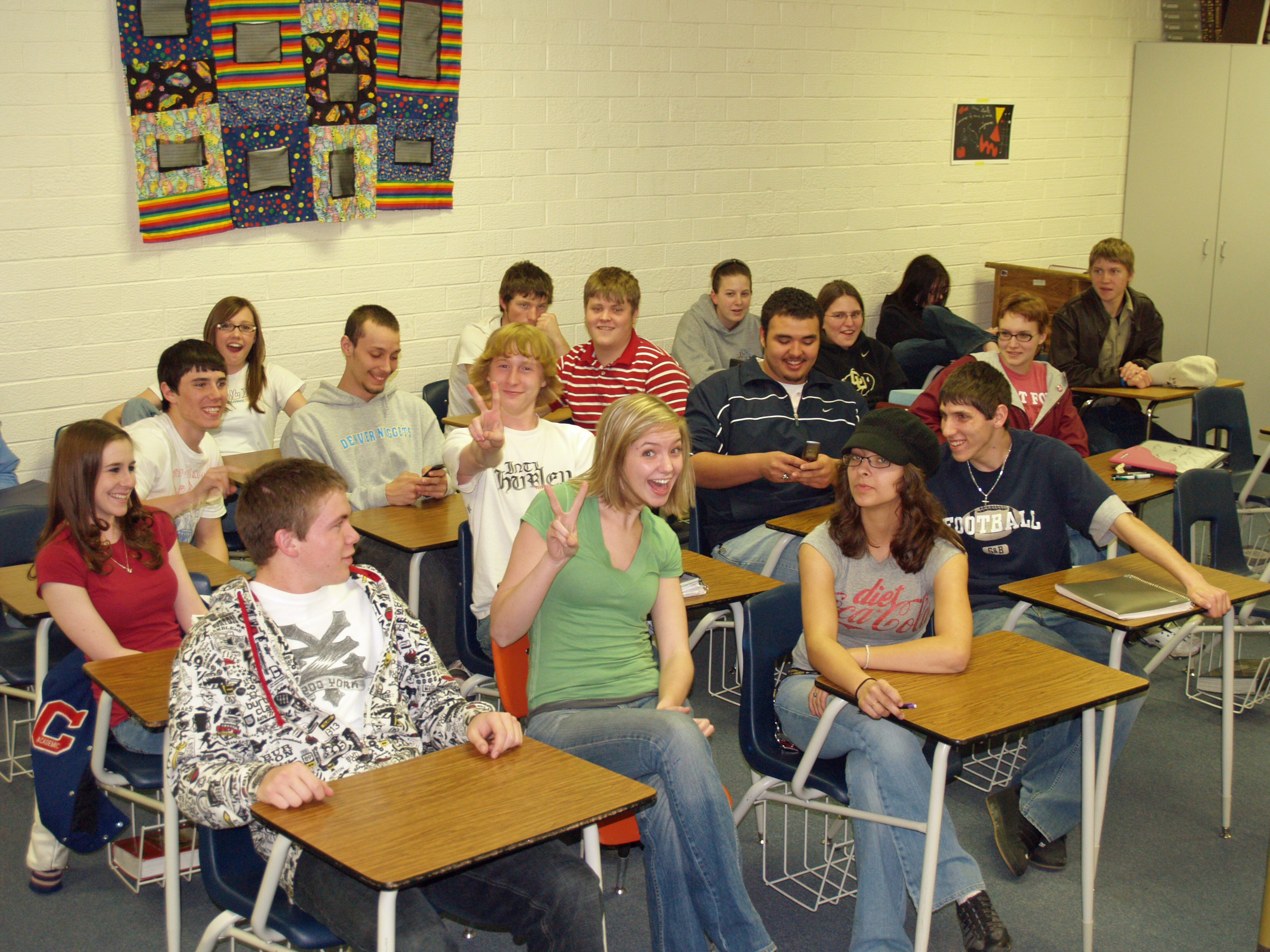
أحد الفصول الدراسية الثانوية (الصف الثاني عشر) في الولايات المتحدة.

يبدأ التعليم الثانوي عادة في سن 15 عامًا تقريبًا، بهدف تزويد الطلاب بالمهارات والمعرفة اللازمة للتوظيف أو التعليم العالي. عادةً ما يكون إكمال التعليم الثانوي الأدنى شرطًا أساسيًا. يشمل المنهج مجموعة واسعة من المواضيع، وغالبًا ما يتيح للطلاب فرصة الاختيار من بين خيارات متنوعة. وكثيرًا ما يرتبط الحصول على مؤهل رسمي، مثل شهادة الدراسة الثانوية، بإكمال التعليم الثانوي بنجاح. قد يندرج التعليم بعد المستوى الثانوي ضمن فئة التعليم ما بعد الثانوي غير العالي، وهو ما يشبه التعليم الثانوي من حيث التعقيد ولكنه يركز بشكل أكبر على التدريب المهني لإعداد الطلاب لسوق العمل.

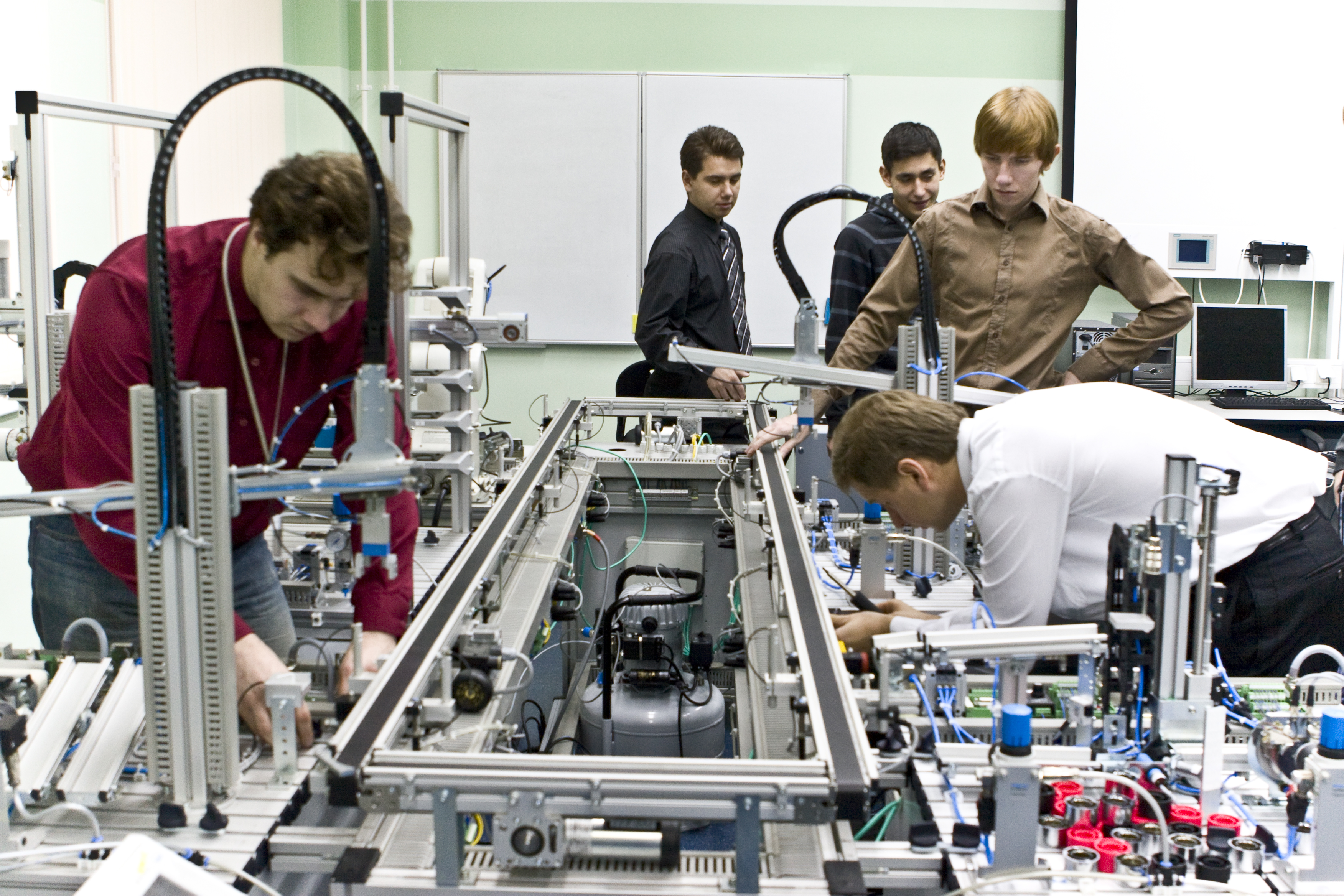
طلاب في أحد مختبرات جامعة سانت بطرسبرغ الحكومية للفنون التطبيقية، روسيا.

وفي بعض البلدان، يكون التعليم الثالثي مرادفًا للتعليم العالي، بينما يشمل التعليم العالي في بلدان أخرى نطاقًا أوسع. يعتمد التعليم العالي على الأساس الذي وضع في التعليم الثانوي ولكنه يتعمق بشكل أعمق في مجالات أو موضوعات محددة. وينتج عن ذروتها الحصول على درجة أكاديمية. يتكون التعليم العالي من أربعة مستويات: التعليم العالي ذو الدورة القصيرة، والبكالوريوس، والماجستير، والدكتوراه. غالبًا ما تشكل هذه المستويات هيكلًا هرميًا، حيث يكون الوصول إلى المستويات السابقة بمثابة شرط أساسي للوصول إلى المستويات الأعلى. يركز التعليم العالي ذو الدورة القصيرة على الجوانب العملية، ويوفر تدريبًا مهنيًا ومهنيًا متقدمًا مصممًا خصيصًا للمهن المتخصصة. عادةً ما يكون التعليم على مستوى البكالوريوس، والمعروف أيضًا باسم التعليم الجامعي، أطول من التعليم العالي ذي الدورة القصيرة. يقدم عادة من قبل الجامعات وتتوج بشهادة أكاديمية وسيطة تعرف باسم درجة البكالوريوس. يعتبر التعليم على مستوى الماجستير أكثر تخصصًا من التعليم الجامعي وغالبًا ما يتضمن بحثًا مستقلاً، عادة في شكل أطروحة ماجستير. يؤدي التعليم على مستوى الدكتوراه إلى مؤهل بحثي متقدم، عادة ما يكون درجة الدكتوراه، مثل الدكتوراه في الفلسفة (PhD). وعادة ما ينطوي ذلك على تقديم عمل أكاديمي كبير، مثل الأطروحة. وتشمل المستويات الأكثر تقدمًا دراسات ما بعد الدكتوراه والتأهيل للأستاذية.
عادة ما يؤدي إكمال التعليم الرسمي بنجاح إلى الحصول على الشهادة، وهي شرط أساسي للتقدم إلى مستويات أعلى من التعليم ودخول مهن معينة. يشكل الغش غير المكتشف أثناء الامتحانات، مثل استخدام ورقة الغش، تهديدًا لهذا النظام من خلال احتمالية اعتماد الطلاب غير المؤهلين.
في معظم البلدان، يوفر التعليم الابتدائي والثانوي مجانًا. ومع ذلك، هناك فوارق عالمية كبيرة في تكلفة التعليم العالي. تقدم بعض البلدان، مثل السويد وفنلندا وبولندا والمكسيك، التعليم العالي مجانًا أو بتكلفة منخفضة. على العكس من ذلك، في دول مثل الولايات المتحدة وسنغافورة، غالبًا ما يأتي التعليم العالي برسوم دراسية عالية، مما يدفع الطلاب إلى الاعتماد على قروض كبيرة لتمويل دراساتهم. يمكن أن تشكل تكاليف التعليم المرتفعة عائقًا كبيرًا أمام الطلاب في البلدان النامية، حيث قد تكافح أسرهم لتغطية الرسوم المدرسية، وشراء الزي المدرسي، وشراء الكتب المدرسية.

### أخرى
تستكشف الأدبيات الأكاديمية أنواعًا مختلفة من التعليم، بما في ذلك الأساليب التقليدية والبديلة. يشمل التعليم التقليدي أساليب تعليمية تقليدية وطويلة الأمد، تتميز بتعليم يتمحور حول المعلم ضمن بيئة مدرسية منظمة. تحكم اللوائح جوانب مختلفة، مثل المناهج الدراسية وجداول الفصول الدراسية.

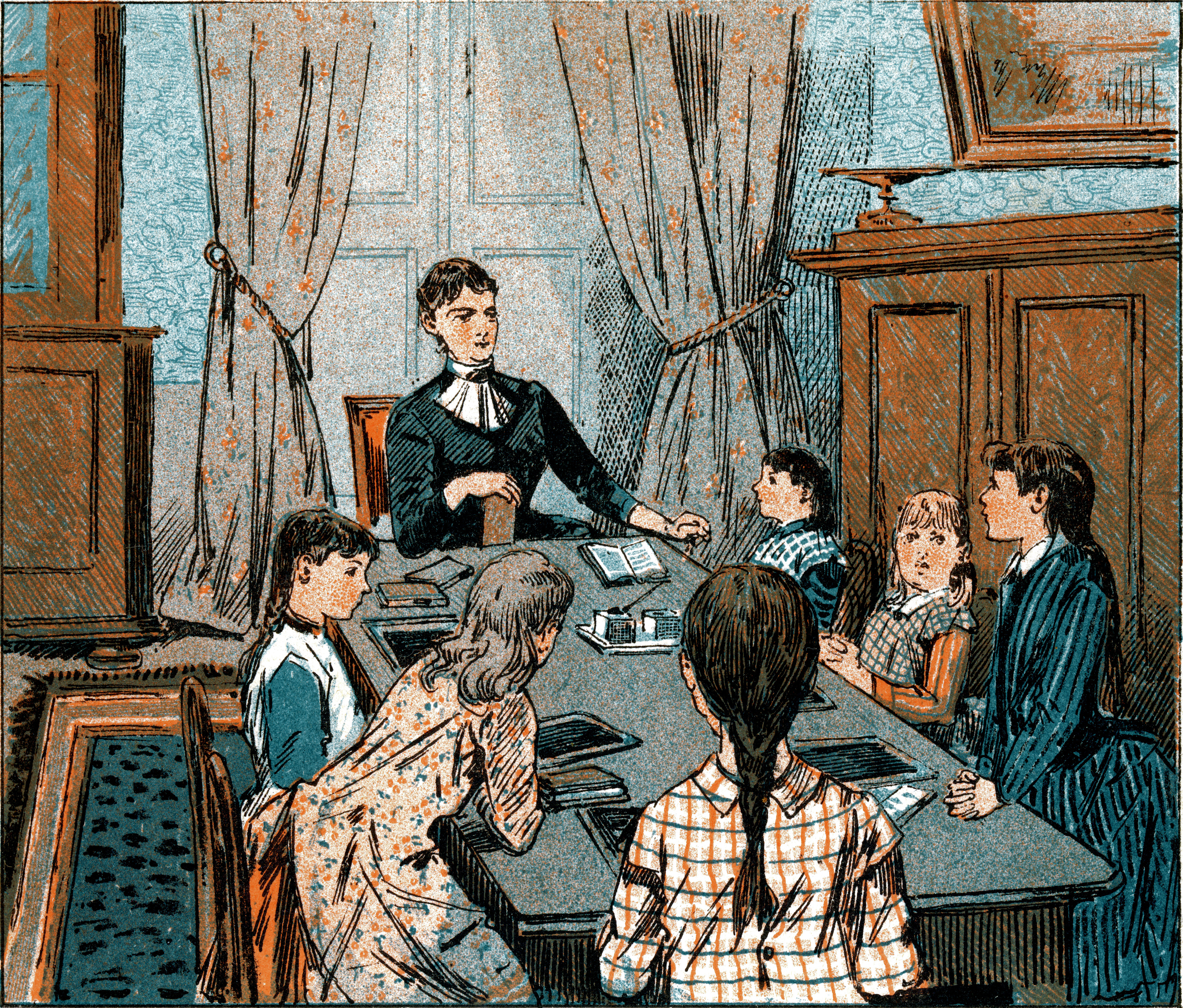
يمثل التعليم المنزلي أحد أشكال التعليم البديل.

يعتبر التعليم البديل بمثابة مصطلح شامل لأساليب التعليم التي تختلف عن النهج التقليدي. قد تشمل هذه الفروق الاختلافات في بيئة التعلم، أو محتوى المنهج، أو ديناميكيات العلاقة بين المعلم والطالب. وتشمل خصائص التعليم البديل الالتحاق الطوعي، والفصول والمدارس المتواضعة نسبيا، والتعليم المخصص، مما يعزز بيئة أكثر شمولا وداعمة عاطفيا. تشمل هذه الفئة أشكالًا مختلفة، مثل المدارس المستقلة والبرامج المتخصصة التي تلبي احتياجات الطلاب الموهوبين أو الموهوبين بشكل استثنائي، إلى جانب التعليم المنزلي والتعليم غير المدرسي. يتضمن التعليم البديل فلسفات تعليمية متنوعة، بما في ذلك مدارس مونتيسوري، ومدارس فالدورف، ومدارس المربع المستدير، والمدارس الجديدة، والمدارس المجانية، والمدارس الديمقراطية. ويشمل التعليم البديل تعليم السكان الأصليين، الذي يؤكد على الحفاظ على المعرفة والمهارات المتأصلة في تراث السكان الأصليين ونقلها. غالبًا ما يستخدم هذا النهج الأساليب التقليدية مثل السرد الشفهي وسرد القصص. تشمل الأشكال الأخرى من التعليم البديل مدارس غوروكولا في الهند، والمدارس الإسلامية في الشرق الأوسط، والمدارس الدينية في التقاليد اليهودية.
تدور بعض الفروق حول متلقي التعليم. الفئات المعتمدة على عمر المتعلم هي تعليم الطفولة، وتعليم المراهقين، وتعليم الكبار، وتعليم المسنين. تشمل الفئات القائمة على الجنس البيولوجي للطلاب التعليم أحادي الجنس (غير المختلط) والتعليم المختلط. صُمم التعليم الخاص لتلبية الاحتياجات الفريدة للطلاب ذوي الإعاقة، ومعالجة الإعاقات المختلفة على المستويات الذهنية والاجتماعية والتواصلية والجسدية. هدفها هو التغلب على التحديات التي تفرضها هذه الإعاقات، وتزويد الطلاب المتضررين بإمكانية الوصول إلى البنية التعليمية المناسبة. وبمعنى أوسع، يشمل التعليم الخاص أيضًا تعليم الأطفال الموهوبين فكريًا، الذين يحتاجون إلى مناهج معدلة للوصول إلى أقصى إمكاناتهم.
تشمل التصنيفات القائمة على طريقة التدريس التعليم المتمركز حول المعلم، حيث يلعب المعلم دورًا مركزيًا في نقل المعلومات للطلاب، والتعليم المتمركز حول الطالب، حيث يأخذ الطلاب دورًا أكثر نشاطًا ومسؤولية في تشكيل أنشطة الفصل الدراسي. في التعليم الواعي، يحدث التعلم والتدريس بهدف واضح في الاعتبار. يتكشف التعليم اللاواعي بشكل عفوي دون تخطيط أو توجيه واعي. وقد يحدث هذا جزئيًا من خلال تأثير شخصيات المعلمين والكبار، والذي يمكن أن يؤثر بشكل غير مباشر على تطور شخصيات الطلاب. يستخدم التعليم القائم على الأدلة الدراسات العلمية لتحديد الأساليب التعليمية الأكثر فعالية. هدفها هو تحسين فعالية الممارسات والسياسات التعليمية من خلال ضمان أنها ترتكز على أفضل الأدلة التجريبية المتاحة. وهذا يشمل التدريس القائم على الأدلة، والتعلم القائم على الأدلة، وأبحاث فعالية المدرسة.
يحدث التعلم الذاتي، أو التعليم الذاتي، بشكل مستقل عن المعلمين والمؤسسات. يلاحظ في المقام الأول في تعليم الكبار، فهو يوفر حرية اختيار ما ومتى يدرس، مما يجعله تجربة تعليمية أكثر إشباعًا. ومع ذلك، فإن الافتقار إلى الهيكل والتوجيه قد يؤدي إلى تعلم بلا هدف، في حين أن غياب التغذية الراجعة الخارجية يمكن أن يؤدي إلى تطوير مفاهيم خاطئة لدى المتعلمين تلقائيًا وتقييم تقدمهم في التعلم بشكل غير دقيق. ويرتبط التعليم الذاتي ارتباطًا وثيقًا بالتعليم مدى الحياة، والذي يستلزم التعلم المستمر طوال حياة الفرد.
فئات التعليم على أساس الموضوع تشمل تعليم العلوم، وتعليم اللغة، والتعليم الفني، والتعليم الديني، والتربية البدنية، والتربية الجنسية. تستخدم وسائل خاصة مثل الراديو أو مواقع الويب في التعليم عن بعد، بما في ذلك التعلم الإلكتروني (استخدام أجهزة الحاسوب)، والتعلم المحمول (استخدام الأجهزة المحمولة)، والتعليم عبر الإنترنت. وفي كثير من الأحيان، يتخذ هذا شكل التعليم المفتوح، حيث يمكن الوصول إلى الدورات والمواد بأقل قدر من العوائق، على النقيض من التعليم التقليدي في الفصول الدراسية أو في الموقع. ومع ذلك، ليست جميع أشكال التعليم عبر الإنترنت مفتوحة؛ على سبيل المثال، تقدم بعض الجامعات برامج كاملة للحصول على درجات علمية عبر الإنترنت وليست جزءًا من مبادرات التعليم المفتوح.
التعليم الحكومي، المعروف أيضًا باسم التعليم العام، يجري تمويله والسيطرة عليه من قبل الحكومة وهو متاح لعامة الناس. وهو عادة لا يتطلب رسومًا دراسية، وبالتالي فهو شكل من أشكال التعليم المجاني. وفي المقابل، يجري تمويل وإدارة التعليم الخاص من قبل مؤسسات خاصة. غالبًا ما يكون لدى المدارس الخاصة عملية قبول أكثر انتقائية وتقدم تعليمًا مدفوع الأجر عن طريق فرض الرسوم الدراسية. ويركز التصنيف الأكثر تفصيلاً على المؤسسات الاجتماعية المسؤولة عن التعليم، مثل الأسرة والمدرسة والمجتمع المدني والدولة وأماكن العبادة.
يشير التعليم الإلزامي إلى التعليم الذي يُفرض على الأفراد تلقيه قانونًا، ويؤثر في المقام الأول على الأطفال الذين يجب عليهم الالتحاق بالمدرسة حتى سن معينة. وهذا يتناقض مع التعليم الطوعي، الذي يتابعه الأفراد بناءً على الاختيار الشخصي وليس الالتزام القانوني.

## الدور في المجتمع

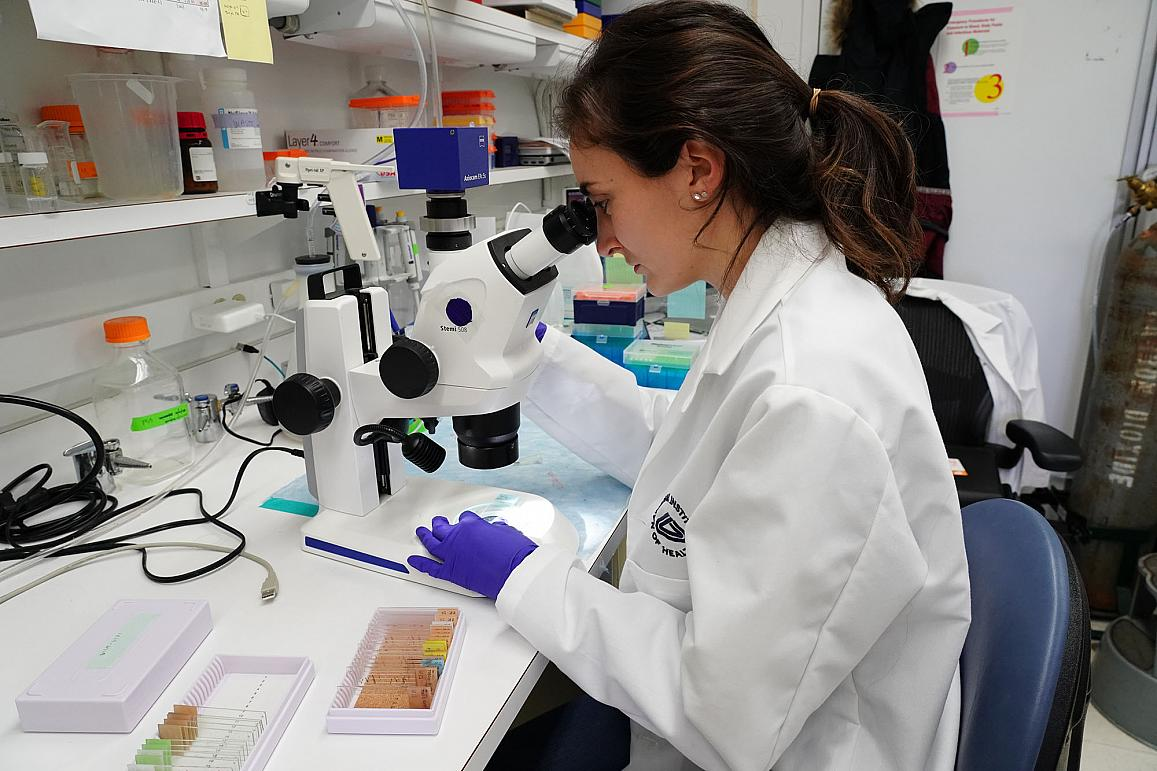
غالبًا ما يحتاج المهنيون المتخصصون، مثل الباحثين الطبيين، إلى تعليم مكثف لإتقان مجالاتهم والمساهمة في المجتمع.

يلعب التعليم أدوارًا مختلفة في المجتمع، بما في ذلك المجالات الاجتماعية والاقتصادية والشخصية. على المستوى الاجتماعي، يتيح التعليم إمكانية إنشاء مجتمع مستقر والحفاظ عليه. فهو يساعد الناس على اكتساب المهارات الأساسية اللازمة للتفاعل مع بيئتهم وتلبية احتياجاتهم ورغباتهم. في المجتمع الحديث، يتضمن ذلك مجموعة واسعة من المهارات مثل القدرة على التحدث والقراءة والكتابة وحل المشكلات الحسابية والتعامل مع تقانة المعلومات والاتصالات. تتضمن التنشئة الاجتماعية أيضًا تعلم الأعراف الاجتماعية والثقافية السائدة وأنواع السلوك التي تعتبر مناسبة في سياقات مختلفة. يتيح التعليم تحقيق التماسك الاجتماعي والاستقرار والسلام اللازم للناس للمشاركة بشكل منتج في الأعمال اليومية. تحدث التنشئة الاجتماعية طوال الحياة ولكنها ذات أهمية خاصة للتعليم في مرحلة الطفولة المبكرة. يلعب التعليم دورًا رئيسيًا في الديمقراطيات من خلال زيادة المشاركة المدنية في شكل التصويت والتنظيم، ومن خلال ميله إلى تعزيز تكافؤ الفرص للجميع.
على المستوى الاقتصادي، يصبح الناس أعضاء منتجين في المجتمع من خلال التعليم من خلال اكتساب المهارات الفنية والتحليلية اللازمة لممارسة مهنتهم، وإنتاج السلع، وتقديم الخدمات للآخرين. في المجتمعات المبكرة، كان هناك القليل من التخصص، وكان كل طفل يتعلم عمومًا معظم المهارات التي يحتاجها المجتمع لأداء وظائفه. تزداد المجتمعات الحديثة تعقيدًا، ولا يتقن العديد من المهن إلا عدد قليل نسبيًا من الأشخاص الذين يتلقون تدريبًا متخصصًا بالإضافة إلى التعليم العام. قد تتعارض بعض المهارات والاتجاهات التي يجري تعلمها للعمل في المجتمع مع بعضها البعض، وتعتمد قيمتها على سياق استخدامها. على سبيل المثال، فإن تنمية الميل إلى الفضول والتشكيك في التعاليم الراسخة يعزز التفكير النقدي والابتكار، ولكن في بعض الحالات، تكون طاعة السلطة مطلوبة لضمان الاستقرار الاجتماعي.
ومن خلال مساعدة الناس على أن يصبحوا أعضاء منتجين في المجتمع، يحفز التعليم النمو الاقتصادي ويقلل من الفقر. فهو يساعد العمال على أن يصبحوا أكثر مهارة وبالتالي يزيد من جودة السلع والخدمات المنتجة، الأمر الذي يؤدي بدوره إلى الرخاء وزيادة القدرة التنافسية. غالبًا ما يُفهم التعليم العام على أنه استثمار طويل الأجل لصالح المجتمع ككل. ومعدل العائد مرتفع خصوصًا بالنسبة للاستثمارات في التعليم الابتدائي. إلى جانب زيادة الرخاء الاقتصادي، يمكن أن يؤدي أيضًا إلى التقدم التقاني والعلمي وكذلك تقليل البطالة مع تعزيز العدالة الاجتماعية. يرتبط التعليم المتزايد بانخفاض معدلات المواليد، ويرجع ذلك جزئيًا إلى أن التعليم يزيد الوعي بتنظيم الأسرة، ويخلق فرصًا جديدة للنساء، ويميل إلى رفع سن الزواج.
يمكن للتعليم أن يعد البلاد للتكيف مع التغيرات ومواجهة التحديات الجديدة بنجاح. ويمكن أن تساعد في رفع مستوى الوعي والمساهمة في حل المشاكل العالمية المعاصرة، مثل تغير المناخ، والاستدامة، واتساع فجوة عدم المساواة بين الأغنياء والفقراء. ومن خلال توعية الطلاب بكيفية تأثير حياتهم وأفعالهم على الآخرين، قد يلهم ذلك البعض للعمل نحو تحقيق عالم أكثر استدامة وعدالة. بهذه الطريقة، لا يخدم التعليم غرض الحفاظ على الوضع المجتمعي الراهن فحسب، بل يمكن أن يكون أيضًا أداة للتنمية الاجتماعية. وينطبق ذلك أيضًا على الظروف المتغيرة في القطاع الاقتصادي. على سبيل المثال، يصاحب التقدم التقاني، وخاصة زيادة الأتمتة، متطلبات جديدة على القوى العاملة، والتي يمكن أن يساعد التعليم في معالجتها. قد تؤدي الظروف المتغيرة إلى جعل المهارات والمعرفة التي تدرس حاليًا زائدة عن الحاجة مع تحويل الأهمية إلى مجالات أخرى. يمكن استخدام التعليم لإعداد الناس لمثل هذه التغييرات عن طريق تعديل المناهج الدراسية، وإدخال موضوعات مثل محو الأمية الرقمية، وتعزيز المهارات في التعامل مع التقانات الجديدة، وإدراج أشكال جديدة من التعليم مثل المساقات التدريبية المفتوحة الضخمة عبر الإنترنت.
وعلى المستوى الفردي، يعزز التعليم التنمية الشخصية. يمكن أن يشمل ذلك عوامل مثل تعلم مهارات جديدة، وتطوير المواهب، وتعزيز الإبداع، وزيادة المعرفة الذاتية بالإضافة إلى تحسين قدرات حل المشكلات واتخاذ القرار. للتعليم أيضًا آثار إيجابية على الصحة والرفاهية. العوامل الرئيسية المسؤولة عن هذه التأثيرات هي أن الأفراد المتعلمين يميلون إلى أن يكونوا على دراية أفضل بالقضايا الصحية ويعدلون سلوكهم وفقًا لذلك، ولديهم شبكة دعم اجتماعي أفضل واستراتيجيات للتكيف، ولديهم دخل أعلى، مما يسمح لهم بالحصول على خدمات رعاية صحية عالية الجودة. يعترف بالأهمية الاجتماعية للتعليم من خلال اليوم الدولي للتعليم السنوي في 24 يناير. وقد أعلنت الأمم المتحدة عام 1970 سنة التعليم الدولي.

## دور المؤسسات

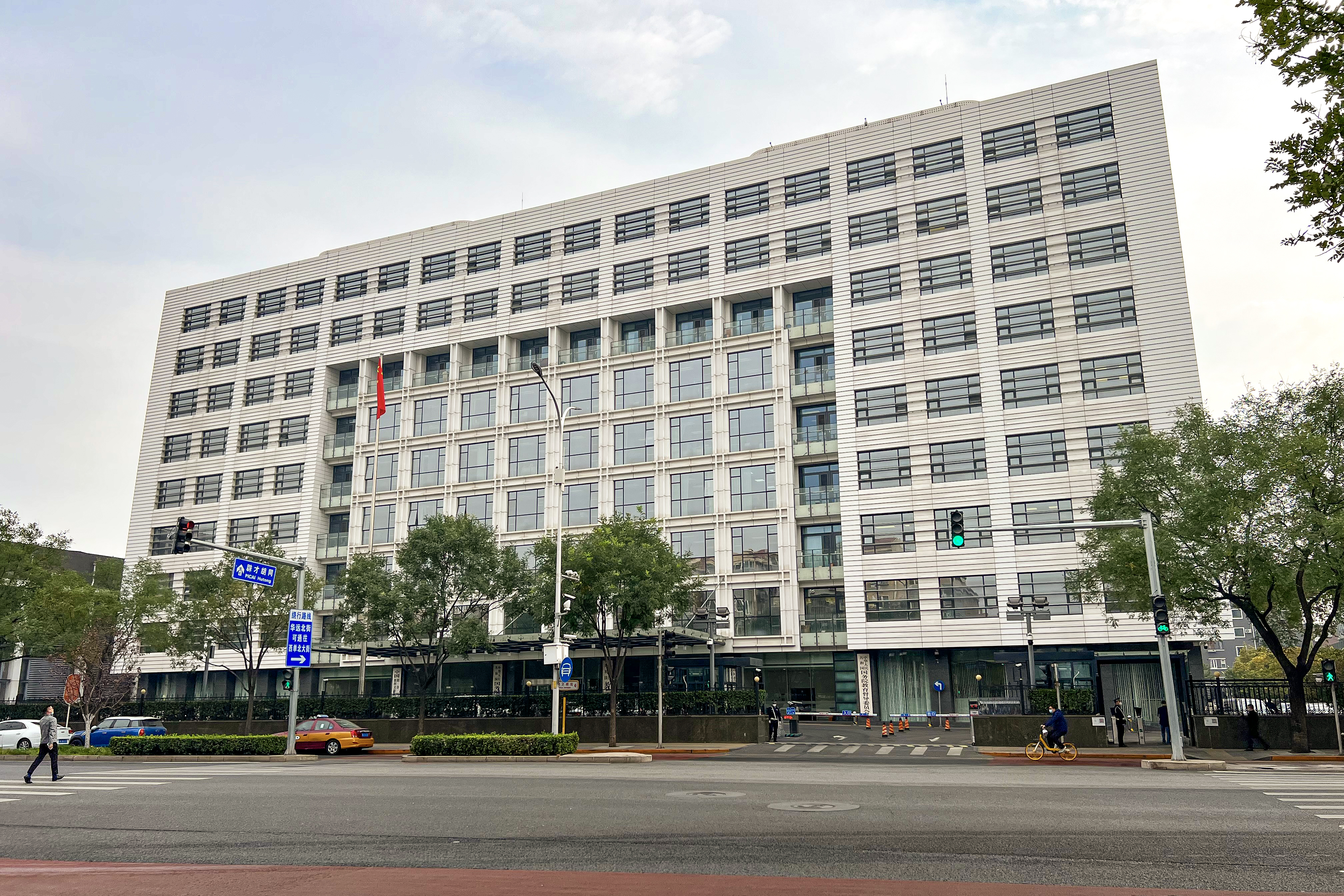
تؤثر المؤسسات الحكومية، مثل وزارة التعليم الصينية، على العديد من جوانب التعليم العام.

تلعب المؤسسات المنظمة دورًا رئيسيًا في مختلف جوانب التعليم. تشكل مؤسسات مثل المدارس والجامعات ومؤسسات تدريب المعلمين ووزارات التعليم قطاع التعليم. وهم يتفاعلون مع بعضهم البعض ومع أصحاب المصلحة الآخرين، مثل الآباء والمجتمعات المحلية والجماعات الدينية والمنظمات غير الحكومية والمهنيين في مجال الرعاية الصحية وإنفاذ القانون والمنصات الإعلامية والقادة السياسيين. يشارك العديد من الأشخاص بشكل مباشر في قطاع التعليم، مثل الطلاب والمعلمين ومديري المدارس بالإضافة إلى ممرضات المدارس ومطوري المناهج الدراسية.
تنظم الجوانب المختلفة للتعليم الرسمي من خلال سياسات المؤسسات الحكومية. تحدد هذه السياسات العمر الذي يحتاج فيه الأطفال إلى الالتحاق بالمدرسة وفي أي وقت تعقد فيه الفصول الدراسية بالإضافة إلى القضايا المتعلقة بالبيئة المدرسية، مثل البنية التحتية. تغطي اللوائح أيضًا المؤهلات والمتطلبات الدقيقة التي يجب على المعلمين استيفائها. يتعلق أحد الجوانب المهمة لسياسة التعليم بالمناهج المستخدمة للتدريس في المدارس والكليات والجامعات. المنهج هو خطة التدريس أو برنامج التعلم الذي يرشد الطلاب لتحقيق أهدافهم التعليمية. تختار المواضيع عادةً بناءً على أهميتها ويعتمد على نوع المدرسة. عادة ما تكون أهداف مناهج المدارس العامة هي تقديم تعليم شامل ومتكامل، في حين يركز التدريب المهني بشكل أكبر على مهارات عملية محددة داخل المجال. كما تغطي المناهج جوانب مختلفة إلى جانب الموضوع الذي سيُنَاقَش، مثل طريقة التدريس، والأهداف المراد تحقيقها، ومعايير تقييم التقدم. ومن خلال تحديد المناهج الدراسية، يكون للمؤسسات الحكومية تأثير قوي على المعرفة والمهارات التي تنقل إلى الطلاب. تشمل أمثلة المؤسسات الحكومية وزارة التعليم في الهند، وإدارة التعليم الأساسي في جنوب إفريقيا، وأمانة التعليم العام في المكسيك.

كان للمنظمات الدولية، مثل اليونسكو، تأثير كبير في تشكيل المعايير والسياسات التعليمية في جميع أنحاء العالم.

تلعب المنظمات الدولية أيضًا دورًا رئيسيًا في التعليم. على سبيل المثال، اليونسكو هي منظمة حكومية دولية تعمل على تعزيز التعليم بطرق عديدة. أحد أنشطتها هو الدعوة إلى سياسات التعليم، مثل اتفاقية حقوق الطفل، التي تنص على أن التعليم هو حق من حقوق الإنسان لجميع الأطفال والشباب. تهدف مبادرة التعليم للجميع إلى توفير التعليم الأساسي لجميع الأطفال والمراهقين والبالغين بحلول عام 2015 واستبدلت لاحقًا بمبادرة أهداف التنمية المستدامة باعتبارها الهدف 4. وتشمل السياسات ذات الصلة اتفاقية مكافحة التمييز في التعليم ومبادرة مستقبل التعليم.
بعض المنظمات المؤثرة ليست حكومية دولية، ولكنها غير حكومية. على سبيل المثال، يشجع الاتحاد الدولي للجامعات التعاون وتبادل المعرفة بين الكليات والجامعات حول العالم، بينما تقدم البكالوريا الدولية برامج الدبلومات الدولية. مؤسسات مثل برنامج إيراسموس تسهل تبادل الطلاب بين البلدان، بينما تقدم مبادرات مثل برنامج فولبرايت خدمة مماثلة للمعلمين.

## عوامل النجاح التربوي
النجاح التعليمي، والذي يشار إليه أيضًا باسم الطالب والإنجاز الأكاديمي، يتعلق بمدى تحقيق الأهداف التعليمية، مثل اكتساب الطلاب المعرفة والمهارات. ولأغراض عملية، غالبًا ما يقاس في المقام الأول من حيث درجات الامتحانات الرسمية، ولكن توجد العديد من المؤشرات الإضافية، بما في ذلك معدلات الحضور، ومعدلات التخرج، ومعدلات التسرب، ومواقف الطلاب، ومؤشرات ما بعد المدرسة مثل معدلات الدخل والسجن المتأخرة. هناك عدة عوامل تؤثر على التحصيل التعليمي، مثل العوامل النفسية المتعلقة بالطالب الفردي، والعوامل الاجتماعية المرتبطة بالبيئة الاجتماعية للطالب. وتشمل العوامل الإضافية الوصول إلى التقانات التعليمية، ونوعية المعلمين، ومشاركة أولياء الأمور. العديد من هذه العوامل تتداخل وتؤثر بشكل متبادل على بعضها البعض.

### النفسية
على المستوى النفسي، تشمل العوامل ذات الصلة الدافع والذكاء والشخصية. الدافع هو القوة الداخلية التي تدفع الناس إلى الانخراط في التعلم. من المرجح أن يتفاعل الطلاب المتحمسون مع المحتوى الذي سيتعلمونه من خلال المشاركة في أنشطة الفصل الدراسي مثل المناقشات، مما يؤدي إلى فهم أعمق للموضوع. يمكن أن يساعد الدافع الطلاب أيضًا في التغلب على الصعوبات والنكسات. هناك فرق مهم يكمن بين الدافع الداخلي والخارجي. الطلاب الذين لديهم دوافع جوهرية مدفوعون بالاهتمام بالموضوع وتجربة التعلم نفسها. يسعى الطلاب ذوو الدوافع الخارجية إلى الحصول على مكافآت خارجية مثل الدرجات الجيدة والتقدير من أقرانهم. يميل الدافع الداخلي إلى أن يكون أكثر فائدة، مما يؤدي إلى زيادة الإبداع والمشاركة والالتزام طويل الأمد. يهدف علماء النفس التربوي إلى اكتشاف طرق لزيادة التحفيز، مثل تشجيع المنافسة الصحية بين الطلاب مع الحفاظ على توازن ردود الفعل الإيجابية والسلبية من خلال الثناء والنقد البناء.
يؤثر الذكاء كثيرًا على استجابات الأفراد للتعليم. وهي سمة معرفية مرتبطة بالقدرة على التعلم من الخبرة وفهم وتطبيق المعرفة والمهارات لحل المشكلات. عادةً ما يكون أداء الأفراد الحاصلين على درجات أعلى في مقاييس الذكاء أفضل أكاديميًا ويتابعون مستويات أعلى من التعليم. غالبًا ما يرتبط الذكاء ارتباطًا وثيقًا بمفهوم معدل الذكاء، وهو مقياس رقمي موحد يقيم الذكاء بناءً على القدرات الرياضية والمنطقية واللفظية. ومع ذلك، فقد قيل أن الذكاء يشمل أنواعًا مختلفة تتجاوز معدل الذكاء. افترض عالم النفس هوارد غاردنر أشكالًا متميزة من الذكاء في مجالات مثل الرياضيات والمنطق والإدراك المكاني واللغة والموسيقى. تؤثر أنواع إضافية من الذكاء على التفاعلات بين الأشخاص وداخل الأشخاص. تعتبر هذه الذكاءات مستقلة إلى حد كبير، مما يعني أن الفرد قد يتفوق في نوع واحد بينما يكون أداؤه أقل جودة في نوع آخر.
وهناك عامل وثيق الصلة يتعلق بأنماط التعلم، التي تشير إلى الأساليب المفضلة لاكتساب المعرفة والمهارات. وفقًا لمؤيدي نظرية أنماط التعلم، يجد الطلاب ذوو أسلوب التعلم السمعي أنه من السهل فهم المحاضرات والمناقشات المنطوقة، بينما يستفيد المتعلمون البصريون من المعلومات المقدمة بصريًا، كما هو الحال في الرسوم البيانية ومقاطع الفيديو. لتسهيل التعلم الفعال، قد يكون من المفيد دمج مجموعة واسعة من طرائق التعلم. قد تؤثر شخصية المتعلم أيضًا على التحصيل التعليمي. على سبيل المثال، ترتبط خصائص مثل الوعي والانفتاح على التجربة، والتي حددت في السمات الشخصية الخمس الكبرى، بالنجاح الأكاديمي. وتشمل العوامل العقلية الأخرى الكفاءة الذاتية، واحترام الذات، والقدرات ما وراء المعرفية.

### الاجتماعية
لا تركز العوامل الاجتماعية على السمات النفسية للمتعلمين، بل على بيئتهم ومكانتهم المجتمعية. وتشمل هذه العوامل الوضع الاجتماعي والاقتصادي، والانتماء العرقي، والخلفية الثقافية، والجنس، مما يثير اهتمامًا كبيرًا من الباحثين بسبب ارتباطهم بعدم المساواة والتمييز. وبالتالي، فإنها تلعب دورًا محوريًا في مساعي صنع السياسات الرامية إلى التخفيف من تأثيرها.
يتأثر الوضع الاجتماعي والاقتصادي بعوامل تتجاوز الدخل، بما في ذلك الأمن الاقتصادي، والوضع الاجتماعي، والطبقة الاجتماعية، والسمات المختلفة المتعلقة بنوعية الحياة. يؤثر الوضع الاجتماعي والاقتصادي المنخفض على النجاح التعليمي بعدة طرائق. وهو يرتبط بتباطؤ التطور المعرفي في اللغة والذاكرة، فضلا عن ارتفاع معدلات التسرب. وقد تكافح الأسر ذات الموارد المالية المحدودة لتلبية الاحتياجات الغذائية الأساسية لأطفالها، مما يعيق نموهم. بالإضافة إلى ذلك، قد يفتقرون إلى الموارد اللازمة للاستثمار في المواد التعليمية مثل الألعاب المحفزة والكتب وأجهزة الحاسوب. وقد تمنع القيود المالية أيضًا الالتحاق بالمدارس المرموقة، مما يؤدي إلى الالتحاق بمؤسسات تقع في المناطق المحرومة اقتصاديًا. غالبًا ما تواجه هذه المدارس تحديات مثل نقص المعلمين وعدم كفاية المواد التعليمية والمرافق مثل المكتبات، مما يؤدي إلى انخفاض معايير التدريس. علاوة على ذلك، قد لا يتمكن الآباء من تحمل تكاليف الدروس الخصوصية للأطفال المتخلفين أكاديميا. وفي بعض الحالات، يضطر الطلاب من الخلفيات المحرومة اقتصاديًا إلى ترك المدرسة للمساهمة في دخل الأسرة. إن الوصول المحدود إلى المعلومات حول التعليم العالي والتحديات في تأمين وسداد القروض الطلابية يزيد من تفاقم الوضع. ويرتبط الوضع الاجتماعي والاقتصادي المنخفض أيضًا بضعف الصحة البدنية والعقلية، مما يساهم في دورة من عدم المساواة الاجتماعية التي تستمر عبر الأجيال.
ترتبط الخلفية العرقية بالفروق الثقافية والحواجز اللغوية، والتي يمكن أن تشكل تحديات للطلاب في التكيف مع البيئة المدرسية وفهم الفصول الدراسية. علاوة على ذلك، فإن التحيزات والتمييز الصريح والضمني ضد الأقليات العرقية يزيد من تفاقم هذه الصعوبات. يمكن أن تؤثر مثل هذه التحيزات على احترام الطلاب لذاتهم، وتحفيزهم، وقدرتهم على الوصول إلى الفرص التعليمية. على سبيل المثال، قد يحمل المعلمون تصورات نمطية، وإن لم تكن عنصرية بشكل واضح، مما يؤدي إلى تصنيف تفاضلي للأداء المقارن على أساس الأصل العرقي للطفل.
تاريخيًا، لعب النوع الاجتماعي دورًا محوريًا في التعليم حيث أن الأعراف المجتمعية تملي أدوارًا مميزة للرجال والنساء. كان التعليم يفضل تقليديا الرجال، الذين كلفوا بإعالة الأسرة، في حين كان من المتوقع من النساء إدارة الأسرة ورعاية الأطفال، مما يحد في كثير من الأحيان من حصولهن على التعليم. وعلى الرغم من تحسن هذه الفوارق في العديد من المجتمعات الحديثة، إلا أن الاختلافات بين الجنسين لا تزال قائمة في التعليم. ويشمل ذلك التحيزات والقوالب النمطية المتعلقة بأدوار الجنسين في مختلف المجالات الأكاديمية، وخاصة في مجالات مثل العلوم والتكنولوجيا والهندسة والرياضيات (STEM)، والتي غالبا ما تصور على أنها مهيمن عليها من قبل الذكور. مثل هذه التصورات يمكن أن تردع الطالبات عن متابعة هذه المواضيع. في حالات مختلفة، يحدث التمييز على أساس النوع الاجتماعي والعوامل الاجتماعية بشكل علني كجزء من السياسات التعليمية الرسمية، مثل القيود الصارمة التي فرضتها حركة طالبان في أفغانستان على تعليم الإناث، والفصل المدرسي بين المهاجرين والسكان المحليين في المناطق الحضرية في الصين بموجب نظام الهوكو.
ويتسم أحد جوانب العديد من العوامل الاجتماعية بالتوقعات المرتبطة بالقوالب النمطية. تعمل هذه التوقعات خارجيًا، وتتأثر بكيفية استجابة الآخرين للأفراد الذين ينتمون إلى مجموعات معينة، وداخليًا، وتتشكل من خلال كيفية استيعاب الأفراد لهذه التوقعات والتوافق معها. وفي هذا الصدد، يمكن أن تظهر هذه التوقعات على شكل نبوءات ذاتية التحقق من خلال التأثير على النتائج التعليمية التي تتوقعها. وقد تتأثر هذه النتائج بالقوالب النمطية الإيجابية والسلبية على السواء.

### التقانية وغيرها
تلعب التكنولوجيا (التقانة) دورًا حاسمًا في النجاح التعليمي. وفي حين ترتبط تكنولوجيا (تقانة) التعليم في كثير من الأحيان بالأجهزة الرقمية الحديثة مثل أجهزة الحاسوب، إلا أن نطاقها يمتد إلى ما هو أبعد من ذلك. وهو يشمل مجموعة متنوعة من الموارد وأدوات التعلم، بما في ذلك الوسائل التقليدية مثل الكتب وأوراق العمل، بالإضافة إلى الأجهزة الرقمية.

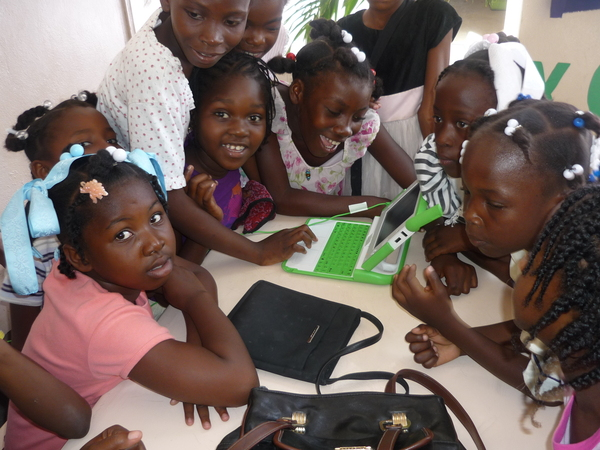
تعريف الأطفال في هايتي بجهاز حاسوب محمول لكل طفل.

يمكن لتكنولوجيا التعليم أن تعزز التعلم بطرق مختلفة. في شكل وسائل الإعلام، غالبا ما تكون بمثابة المصدر الأساسي للمعلومات في الفصول الدراسية، مما يسمح للمعلمين بتخصيص وقتهم وطاقتهم لمهام أخرى مثل تخطيط الدروس، وتوجيه الطلاب، وتقييم الأداء. ومن خلال تقديم المعلومات باستخدام الرسومات والصوت والفيديو بدلاً من مجرد النص، يمكن للتكنولوجيا التعليمية أيضًا تحسين الفهم. تعمل العناصر التفاعلية، مثل الألعاب التعليمية، على زيادة إشراك المتعلمين في عملية التعلم. علاوة على ذلك، تسهل التكنولوجيا إمكانية الوصول إلى المواد التعليمية لجمهور واسع، لا سيما من خلال الموارد عبر الإنترنت، مع تعزيز التعاون بين الطلاب والتواصل مع المعلمين. إن دمج الذكاء الاصطناعي في التعليم يبشر بتوفير تجارب تعليمية جديدة للطلاب ودعم المعلمين في عملهم. ومع ذلك، فإنه يقدم أيضًا مخاطر جديدة تتعلق بخصوصية البيانات والمعلومات الخاطئة والتلاعب. تدعو العديد من المنظمات إلى وصول الطلاب إلى التقنيات التعليمية، بما في ذلك مبادرات مثل مبادرة حاسوب محمول لكل طفل، ومشروع المكتبة الإفريقية، وبراثام.
تلعب البنية التحتية المدرسية أيضًا دورًا حاسمًا في النجاح التعليمي. ويشمل الجوانب المادية مثل موقع المدرسة وحجمها والمرافق والمعدات المتاحة. إن البيئة الصحية والآمنة، والفصول الدراسية التي يجري صيانتها جيدًا، والأثاث المناسب للفصول الدراسية، فضلاً عن إمكانية الوصول إلى المكتبة والمقصف، كلها عوامل تساهم في تعزيز النجاح التعليمي. بالإضافة إلى ذلك، تؤثر جودة المعلمين بشكل كبير على تحصيل الطلاب. يمتلك المعلمون المهرة القدرة على تحفيز الطلاب وإلهامهم، وتصميم التعليمات وفقًا لقدراتهم واحتياجاتهم الفردية. وتعتمد مهاراتهم على تعليمهم وتدريبهم وخبرتهم في التدريس. تحليل تلوي أجراه إنجين كاراداغ وآخرون. ويخلص إلى أنه، مقارنة بالمؤثرات الأخرى، فإن العوامل المتعلقة بالمدرسة والمعلم لها التأثير الأكبر على النجاح التعليمي.
تعمل مشاركة الوالدين أيضًا على تعزيز الإنجاز ويمكن أن تزيد من تحفيز الأطفال والتزامهم عندما يعلمون أن والديهم يستثمرون في مساعيهم التعليمية. يؤدي هذا غالبًا إلى زيادة احترام الذات وتحسين معدلات الحضور وسلوك أكثر إيجابية في المدرسة. تشمل مشاركة أولياء الأمور التواصل مع المعلمين وموظفي المدرسة الآخرين لرفع مستوى الوعي بالقضايا الحالية واستكشاف الحلول المحتملة. تشمل العوامل الأخرى ذات الصلة، والتي تتناول أحيانًا في الأدبيات الأكاديمية، الجوانب التاريخية والسياسية والديموغرافية والدينية والقانونية.

## دراسات التعليم أو الدراسات التربوية

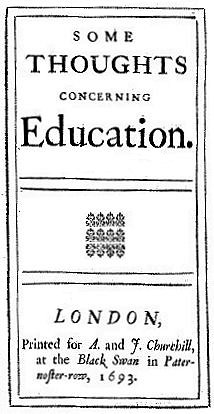
يعتبر كتاب جون لوك "بعض الأفكار عن التعليم" من عام 1693 عملاً تأسيسيًا في الدراسات التربوية.

يُعرف المجال الأساسي الذي يستكشف التعليم بالدراسات التربوية، وتسمى أيضًا العلوم التربوية. ويسعى المجال إلى فهم كيفية نقل المعرفة واكتسابها من خلال فحص أساليب وأشكال التعليم المختلفة. يتعمق هذا التخصص في أهداف التعليم وتأثيراته وأهميته، إلى جانب السياقات الثقافية والمجتمعية والحكومية والتاريخية التي تؤثر عليه. يستمد منظرو التعليم (التربية) رؤى من مختلف التخصصات، بما في ذلك الفلسفة وعلم النفس وعلم الاجتماع والاقتصاد والتاريخ والسياسة والعلاقات الدولية. وبالتالي، يرى البعض أن الدراسات التربوية تفتقر إلى المنهجية الواضحة والحدود الموضوعية الموجودة في تخصصات مثل الفيزياء أو التاريخ. تركز الدراسات التربوية على التحليل الأكاديمي والتفكير النقدي وتختلف في هذا الصدد عن برامج تدريب المعلمين، والتي توضح للمشاركين كيف يصبحون معلمين فعالين. علاوة على ذلك، فهو لا يشمل التعليم الرسمي فحسب، بل يستكشف أيضًا جميع أشكال وجوانب العمليات التعليمية.
تستخدم أساليب بحث مختلفة لدراسة الظواهر التربوية، وتصنف على نطاق واسع إلى مناهج كمية ونوعية ومختلطة الأساليب. يعكس البحث الكمي منهجيات العلوم الطبيعية، ويستخدم قياسات رقمية دقيقة لجمع البيانات من الملاحظات العديدة واستخدام الأدوات الإحصائية للتحليل. وهدفها هو التوصل إلى فهم موضوعي وغير متحيز. على العكس من ذلك، يتضمن البحث النوعي عادةً حجم عينة أصغر ويسعى إلى الحصول على رؤية دقيقة للعوامل الذاتية والشخصية، مثل تجارب الأفراد في العملية التعليمية. يهدف البحث ذو الأساليب المختلطة إلى دمج البيانات التي جمعت من كلا النهجين لتحقيق فهم متوازن وشامل. تختلف طرق جمع البيانات وقد تشمل الملاحظة المباشرة ودرجات الاختبارات والمقابلات والاستبيانات. قد تبحث المشاريع البحثية في العوامل الأساسية التي تؤثر على جميع أشكال التعليم أو تركز على تطبيقات محددة، أو تبحث عن حلول لمشاكل معينة، أو تقيم فعالية المبادرات والسياسات التعليمية.

### الحقول الفرعية
تشمل الدراسات التربوية مجالات فرعية مختلفة مثل علم أصول التدريس (البيداغوجيا) والتعليم المقارن والفلسفة وعلم النفس وعلم الاجتماع والاقتصاد وتاريخ التعليم. فلسفة التربية هي فرع من الفلسفة التطبيقية التي تدرس العديد من الافتراضات الأساسية التي تقوم عليها نظرية وممارسة التعليم. وهي تستكشف التعليم كعملية ونظام بينما تسعى إلى تقديم تعريفات دقيقة لطبيعة التعليم واختلافه عن الظواهر الأخرى. كما تتطرق إلى غرض التعليم وأنواعه المختلفة وتصور المعلمين والطلاب والعلاقة بينهم. علاوة على ذلك، فهي تشمل أخلاقيات التعليم، التي تدرس الآثار الأخلاقية للتعليم، مثل المبادئ الأخلاقية التي توجهه وكيف يجب على المعلمين تطبيقها في مواقف محددة. تفتخر فلسفة التربية بتاريخ طويل وكانت موضوعًا للنقاش في الفلسفة اليونانية القديمة.
يستخدم مصطلح "علم أصول التدريس (البيداغوجيا)" أحيانًا بالتبادل مع الدراسات التربوية، ولكن بمعنى أكثر تحديدًا، فإنه يشير إلى الحقل الفرعي الذي يركز على طرائق التدريس. وهو يدرس كيفية تحقيق الأهداف التعليمية، مثل نقل المعرفة أو تنمية المهارات والسمات الشخصية. تهتم البيداغوجيا بالأساليب والتقنيات المستخدمة في التدريس ضمن البيئات التعليمية التقليدية. وفي حين تحصره بعض التعريفات في هذا السياق، فإنه، بالمعنى الأوسع، يشمل جميع أشكال التعليم، بما في ذلك طرائق التدريس خارج البيئات المدرسية التقليدية. وفي هذا السياق الأوسع، يستكشف كيف يمكن للمعلمين تسهيل تجارب التعلم للطلاب لتعزيز فهمهم للموضوع وكيفية حدوث التعلم نفسه.
يتعمق علم النفس التربوي في العمليات العقلية التي يقوم عليها التعلم، مع التركيز على كيفية اكتساب الأفراد للمعرفة والمهارات الجديدة وتجربة التنمية الشخصية. وهو يدرس العوامل المختلفة التي تؤثر على النتائج التعليمية، وكيف تختلف هذه العوامل بين الأفراد، ومدى مساهمة الطبيعة أو التنشئة في هذه النتائج. النظريات النفسية الرئيسية التي تشكل التعليم تشمل السلوكية، المعرفية، والبنائية. تشمل التخصصات ذات الصلة علم الأعصاب التربوي وعلم أعصاب التعليم، اللذين يستكشفان العمليات النفسية العصبية والتغيرات المرتبطة بالتعلم.
يتعمق مجال علم الاجتماع التربوي في كيفية تشكيل التعليم للتنشئة الاجتماعية، ودراسة كيفية تأثير العوامل الاجتماعية والأيديولوجيات على الوصول إلى التعليم والنجاح الفردي داخله. ويستكشف تأثير التعليم على فئات المجتمع المختلفة ودوره في تشكيل الهوية الشخصية. على وجه التحديد، يركز علم الاجتماع التربوي على فهم الأسباب الجذرية لعدم المساواة، ويقدم رؤى ذات صلة بسياسة التعليم التي تهدف إلى تحديد ومعالجة العوامل التي تساهم في عدم المساواة. هناك وجهتا نظر بارزتان في هذا المجال هما نظرية الإجماع ونظرية الصراع. يفترض منظرو الإجماع أن التعليم يفيد المجتمع من خلال إعداد الأفراد لأدوارهم المجتمعية، بينما ينظر منظرو الصراع إلى التعليم كأداة تستخدمها الطبقة الحاكمة لإدامة عدم المساواة.
يدرس مجال اقتصاديات التعليم إنتاج التعليم وتوزيعه واستهلاكه. ويسعى إلى تحسين تخصيص الموارد لتعزيز التعليم، مثل تقييم تأثير زيادة رواتب المعلمين على جودة المعلمين. بالإضافة إلى ذلك، فإنه يستكشف آثار أحجام الفصول الصغيرة والاستثمارات في التقنيات التعليمية الجديدة. ومن خلال توفير رؤى حول تخصيص الموارد، تساعد اقتصاديات التعليم صناع السياسات في اتخاذ القرارات التي تزيد من الفوائد المجتمعية. علاوة على ذلك، يدرس التقرير الآثار الاقتصادية طويلة المدى للتعليم، بما في ذلك دوره في تعزيز القوى العاملة ذات المهارات العالية وتعزيز القدرة التنافسية الوطنية. ومن مجالات الاهتمام ذات الصلة تحليل المزايا والعيوب الاقتصادية للأنظمة التعليمية المختلفة.

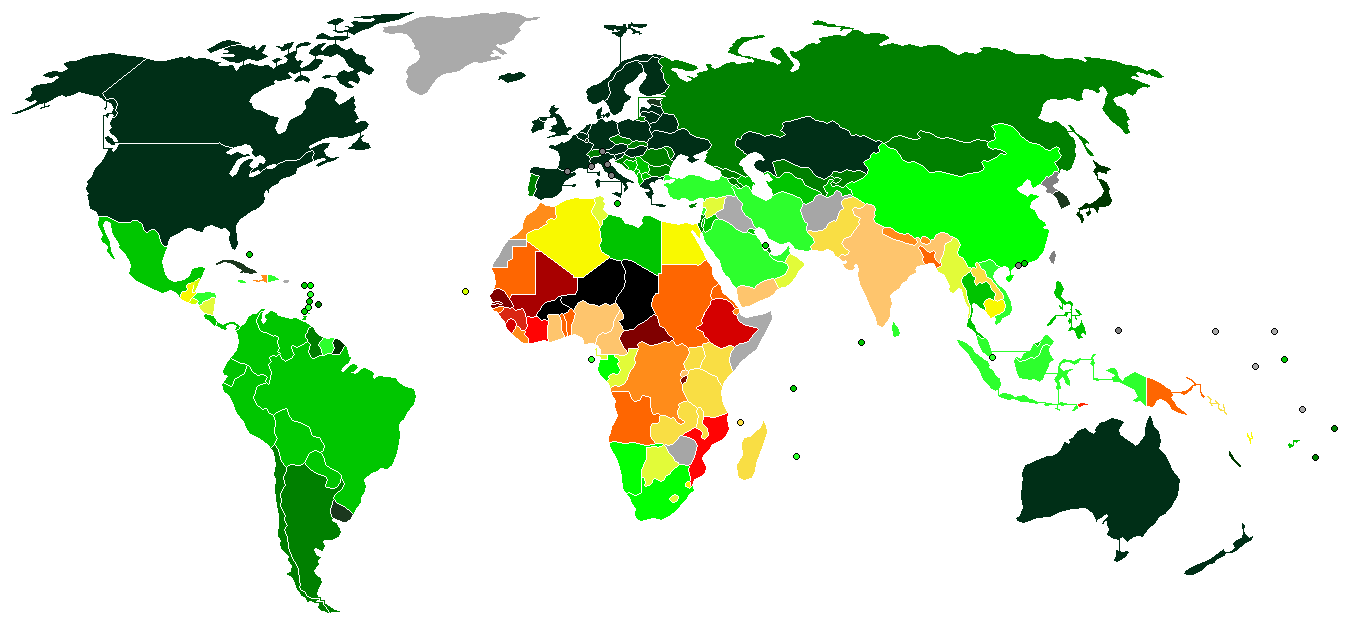
يستخدم التعليم المقارن أدوات مثل مؤشر التعليم لمقارنة الأنظمة التعليمية في مختلف البلدان. وتظهر البلدان ذات الدرجات العالية باللون الأخضر، في حين تظهر البلدان ذات الدرجات المنخفضة باللون الأحمر.

التعليم المقارن هو النظام الذي يدرس ويقارن بين أنظمة التعليم. يمكن أن تجري المقارنات من منظور عام أو التركيز على عوامل محددة مثل الجوانب الاجتماعية أو السياسية أو الاقتصادية. غالبًا ما يطبق التعليم المقارن على بلدان مختلفة، حيث يُقَيِّم أوجه التشابه والاختلاف بين مؤسساتها وممارساتها التعليمية، وتقييم عواقب الأساليب المختلفة. ويمكن استخدامه لجمع رؤى من البلدان الأخرى حول سياسات التعليم الفعالة وكيف يمكن تحسين النظام الخاص بالفرد. تمثل هذه الممارسة، المعروفة باسم الاقتراض السياسي، تحديات لأن نجاح السياسة يمكن أن يتوقف على السياق الاجتماعي والثقافي للطلاب والمعلمين. هناك موضوع ذو صلة ومثير للجدل يتعلق بما إذا كانت الأنظمة التعليمية في البلدان المتقدمة متفوقة وينبغي تصديرها إلى البلدان الأقل نموا. وتشمل المواضيع الرئيسية الأخرى تدويل التعليم ودور التعليم في التحول من الأنظمة الاستبدادية إلى الديمقراطيات.
يتعمق تاريخ التعليم في تطور الممارسات والأنظمة والمؤسسات التعليمية. وهو يستكشف مختلف العمليات الرئيسية وأسبابها وآثارها المحتملة وعلاقاتها المتبادلة.

### الأهداف والأيديولوجيات

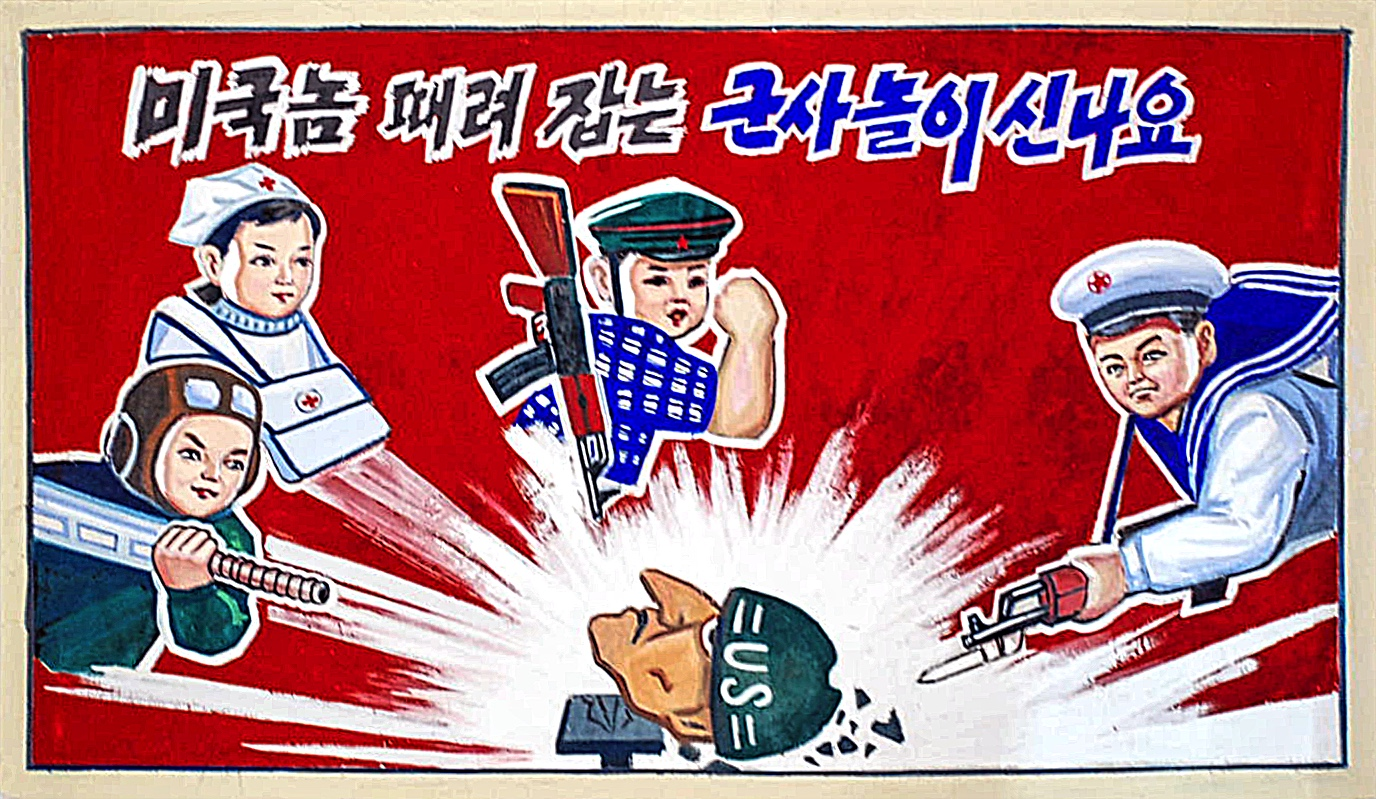
ملصق دعائي في مدرسة ابتدائية في كوريا الشمالية. كثيرًا ما تستخدم الأنظمة السلطوية التعليم كأداة لتلقين الطلاب.

يدور الموضوع الرئيسي في الدراسات التربوية حول كيفية تعليم الناس وما هي الأهداف التي ينبغي أن توجه هذه العملية. وقد اقترحت أهداف مختلفة، بما في ذلك اكتساب المعرفة والمهارات، والتنمية الشخصية، وتنمية السمات الشخصية. وتشمل السمات المقترحة عادة صفات مثل الفضول والإبداع والعقلانية والتفكير النقدي، إلى جانب الميول إلى التفكير والشعور والتصرف بشكل أخلاقي. يختلف العلماء حول ما إذا كان يجب إعطاء الأولوية للقيم الليبرالية مثل الحرية والاستقلال والانفتاح، أو صفات مثل طاعة السلطة والنقاء الأيديولوجي والتقوى والإيمان الديني.
يركز بعض منظري التعليم على هدف واحد شامل للتعليم، وينظرون إلى أهداف أكثر تحديدًا كوسيلة لتحقيق هذه الغاية. على المستوى الشخصي، غالبًا ما يُعادل هذا الهدف مساعدة الطالب على عيش حياة جيدة. من الناحية الاجتماعية، يهدف التعليم إلى تنمية الأفراد ليصبحوا أعضاء منتجين في المجتمع. هناك جدل حول ما إذا كان الهدف الأساسي للتعليم هو إفادة الفرد المتعلم أو المجتمع ككل.
تشمل الأيديولوجيات التعليمية أنظمة من الافتراضات والمبادئ الفلسفية الأساسية المستخدمة لتفسير وفهم وتقييم الممارسات والسياسات التعليمية الحالية. وهي تتناول جوانب مختلفة تتجاوز أهداف التعليم، بما في ذلك المواضيع التي تدرس، وهيكل أنشطة التعلم، ودور المعلمين، وطرائق تقييم التقدم التعليمي، وتصميم الأطر والسياسات المؤسسية. هذه الأيديولوجيات متنوعة ومترابطة في كثير من الأحيان. تعطي الأيديولوجيات التي تركز على المعلم الأولوية لدور المعلمين في نقل المعرفة للطلاب، في حين أن الأيديولوجيات التي تركز على الطالب تمنح الطلاب دورًا أكثر نشاطًا في عملية التعلم. تركز الأيديولوجيات القائمة على العمليات على أساليب التدريس والتعلم، على النقيض من الأيديولوجيات القائمة على المنتج، والتي تنظر إلى التعليم من حيث النتائج المرجوة. تدعم الأيديولوجيات المحافظة الممارسات التقليدية، في حين تدعو الأيديولوجيات التقدمية إلى الابتكار والإبداع. فئات إضافية هي الإنسانوية، الرومانسية، الماهوية، الموسوعية، البراغماتية، وكذلك الأيديولوجيات السلطوية والديمقراطية.

### نظريات التعلم وطرائق التدريس
تحاول نظريات التعلم توضيح الآليات الكامنة وراء التعلم. وتشمل النظريات المؤثرة السلوكية، والمعرفية، والبنائية. تفترض السلوكية أن التعلم يستلزم تعديلًا في السلوك استجابةً للمحفزات البيئية. يحدث هذا من خلال تقديم الحافز، وربط هذا الحافز بالاستجابة المرغوبة، وتعزيز هذا الارتباط بين التحفيز والاستجابة. تنظر المعرفية إلى التعلم على أنه تحول في الهياكل المعرفية وتؤكد على العمليات العقلية التي تنطوي عليها تشفير المعلومات واسترجاعها ومعالجتها. تؤكد البنائية على أن التعلم يرتكز على التجارب الشخصية للفرد وتركز بشكل أكبر على التفاعلات الاجتماعية وتفسيرها من قبل المتعلم. تحمل هذه النظريات آثارًا كبيرة على الممارسات التعليمية. على سبيل المثال، غالبًا ما يؤكد علماء السلوك على التدريبات المتكررة، وقد يدافع علماء المعرفية عن تقنيات التذكر، وعادة ما يستخدم البنائيون استراتيجيات التعلم التعاوني.
تشير نظريات مختلفة إلى أن التعلم يكون أكثر فعالية عندما يعتمد على الخبرة الشخصية. بالإضافة إلى ذلك، فإن السعي إلى فهم أعمق من خلال ربط المعلومات الجديدة بالمعرفة الموجودة مسبقًا يعتبر أكثر فائدة من مجرد حفظ قائمة من الحقائق غير ذات الصلة. اقترح عالم النفس جان بياجيه نظرية تنموية مؤثرة للتعلم، حيث حدد أربع مراحل للتعلم يتقدم من خلالها الأطفال في طريقهم إلى مرحلة البلوغ: المراحل الحسية الحركية، وما قبل العمليات، والتفكير المادي، والتفكير المجرد. تتوافق هذه المراحل مع مستويات مختلفة من التجريد، حيث تركز المراحل المبكرة بشكل أكبر على الأنشطة الحسية والحركية البسيطة، بينما تتضمن المراحل اللاحقة تمثيلات داخلية أكثر تعقيدًا ومعالجة المعلومات، مثل التفكير المنطقي.
تتعلق طريقة التدريس بكيفية تقديم المعلم للمحتوى، مثل ما إذا كان يستخدم العمل الجماعي بدلاً من التركيز على التعلم الفردي. هناك مجموعة واسعة من طرائق التدريس المتاحة، وأكثرها فعالية في سيناريو معين يعتمد على عوامل مثل الموضوع وعمر المتعلم ومستوى الكفاءة. وينعكس هذا في الأنظمة المدرسية الحديثة، التي تنظم الطلاب في فصول مختلفة على أساس العمر والكفاءة والتخصص واللغة الأم لضمان عملية تعليمية فعالة. غالبًا ما تستخدم الموضوعات المختلفة أساليب مختلفة؛ على سبيل المثال، يركز تعليم اللغة في كثير من الأحيان على التعلم اللفظي، بينما يركز التعليم الرياضي على التفكير المجرد والرمزي إلى جانب التفكير الاستنباطي. أحد الجوانب الحاسمة لمنهجيات التدريس هو ضمان بقاء المتعلمين متحفزين، إما من خلال عوامل جوهرية مثل الاهتمام والفضول أو من خلال المكافآت الخارجية.
تتضمن طريقة التدريس أيضًا استخدام الوسائط التعليمية، مثل الكتب وأوراق العمل والتسجيلات الصوتية والمرئية، بالإضافة إلى تنفيذ شكل من أشكال الاختبار أو التقييم لقياس التقدم في التعلم. أحد العناصر التربوية الهامة في العديد من المناهج التعليمية الحديثة هو أن كل درس هو جزء من إطار تعليمي أوسع يحكمه خطة دراسية، والتي غالبًا ما تمتد لعدة أشهر أو سنوات. وفقا للهربارتية، يقسم التدريس إلى مراحل. تتضمن المرحلة الأولية إعداد عقل الطالب لاستقبال المعلومات الجديدة. وبعد ذلك، تقدم أفكار جديدة للمتعلم ومن ثم ربطها بمفاهيم مألوفة لديه بالفعل. وفي مراحل لاحقة، ينتقل الفهم إلى مستوى أكثر عمومية يتجاوز حالات محددة، ثم تطبق الأفكار في سياقات عملية.

### التعليم خارج الصفّ
مصطلح يشير إلى نوع من التعلّم، يستند إلى البيئة الحقيقيّة لمحتوى المادّة الدراسيّة، ممّا يسمح للطلّاب بمواجهة الخبرات المباشرة، المرتبطة بالتعلّم ومعايشتها. يهدف هذا الأسلوب إلى تحفيز التفكير والتأمّل لدى الطلّاب، وتعزيز معالجة المعلومات، من زوايا متعدّدة. 

#### الخلفيّة النظريّة
ظهر مصطلح" التعلّم خارج الصفّ" في الثلاثينيّات من القرن الماضي، كوسيلة لتعريف الأطفال، وإثراء المناهج الدراسيّة، من خلال تدريس الموضوعات الخارجيّة بشكل أكثر فعّاليّة. في ذلك الوقت، كان هذا النهج سابقًا لعصره، حيث ركّز على تدريس العلاقات المتبادلة بين الكائنات الحية، وتفاعلاتها مع بيئتها خارج الصفّ.

#### طبيعة التعلّم خارج الصفّ
يختلف التعلّم خارج الصفّ- في بعض جوانبه- عن التعلّم داخل الصفّ، خصوصًا في ما يتعلّق بالأنشطة التعليميّة، ودور المعلّم والمتعلّم، وطرائق التقييم المستخدمة.
يتطلّب التعلّم خارج الصفّ فعّاليّة في الملاحظة، والبحث، التأمل. فمن خلال التجربة المباشرة، يصبح الطلّاب أكثر اهتمامًا بالموضوعات التعليميّة، ممّا يزيد من فضولهم، ويعزّز قدراتهم على التأمّل والفهم العميق.
يعتمد التعلّم خارج الصفّ على بيئات تعلّم متعدّدة، تهدف إلى تعزيز الفهم، من خلال التفاعل بين الأفكار والأفعال والعواطف. وبينما يعتمد التعلّم التقليديّ على المعرفة النظريّة، فإنّ التعلّم خارج الصفّ يعتمد على الملاحظة الطبيعيّة، في مواقف حقيقيّة. 

#### الأهمّيّة
إنّ التعلّم خارج الصفّ يُنمّي مهارات اتّخاذ القرار والتعاون لدى الطلّاب، كما إنّه يُحسِّن من مستوى الثقة بالنفس لديهم. إضافة إلى ذلك، يُساهم هذا النوع من التعلّم، في تعزيز الدافعيّة وزيادة التدفّق النفسيّ، ممّا يساعد الطلّاب في نقل أثر التعلّم إلى الحياة اليوميّة.
كما يوفّر التعلّم خارج الصفّ فرصًا لاكتساب مهارات حياتيّة مختلفة، مثل التواصل، والتفكير النقديّ، واستخدام التكنولوجيا. وهو يعزّز أيضًا القراءة والكتابة، والمهارات الحسابيّة والصحّيّة، حيث يتيح للطلّاب استخدام وسائل تعليميّة متنوّعة، تساعدهم في تعميق فهمهم للمناهج الدراسيّة. 
بالإضافة إلى ذلك، يُسهم التعلّم خارج الصفّ في خلق بيئة تعليميّة مرنة، تعزّز التفاعل بين الطلّاب والمجتمع، وتساعد في تقليل العبث المدرسيّ، ممّا يساهم في توفير تكاليف البناء والصيانة للمدارس.

#### التحدّيات
نادرًا ما يحظى التعلّم خارج الصفّ باهتمام الباحثين التربويّين، رغم أهمّيّته في التنبّؤ بالتحصيل الدراسيّ، والنجاح المهنيّ والأكاديميّ لدى الطلّاب.

#### جوانب التعلّم خارج الصفّ
يشمل التعلّم خارج الصفّ مجموعة متنوّعة من الأنشطة التعليميّة، مثل الرحلات الميدانيّة، زيارة المتاحف، المشاركة في المشاريع المجتمعيّة، والتعلّم في الهواء الطلق. يُركّز هذا النهج على التعلّم التجريبيّ، حيث يتفاعل الطلّاب مباشرة مع بيئتهم، ممّا يُعزّز إدراكهم للمفاهيم، ويطوّر مهاراتهم في التفكير النقديّ وحلّ المشكلات.

## التاريخ
يتعمق تاريخ التعليم في العمليات والأساليب والمؤسسات المتشابكة مع التدريس والتعلم، بهدف توضيح تفاعلها وتأثيرها على الممارسات التعليمية مع مرور الوقت. سهّل التعليم خلال عصور ما قبل التاريخ في المقام الأول عملية التثقيف، مع التركيز على المعرفة العملية والمهارات الأساسية للحياة اليومية، مثل إنتاج الغذاء والملابس والمأوى والسلامة. كانت المدارس الرسمية والمعلمون المتخصصون غائبين، حيث تولى الكبار في المجتمع أدوار التدريس، وكان التعلم يحدث بشكل غير رسمي من خلال الأنشطة اليومية، بما في ذلك المراقبة وتقليد كبار السن. في المجتمعات الشفهية، كانت رواية القصص بمثابة وسيلة محورية لنقل المعتقدات الثقافية والدينية عبر الأجيال. مع ظهور الزراعة خلال ثورة العصر الحجري الحديث حوالي 9000 قبل الميلاد، تلا ذلك تحول تعليمي تدريجي نحو التخصص، مدفوعا بالتشكيل. للمجتمعات الأكبر والطلب المتزايد على المهارات الحرفية والتقنية المعقدة.
ابتداءً من الألفية الرابعة قبل الميلاد وامتدت إلى العصور اللاحقة، كشف تحول محوري في المنهجيات التعليمية مع ظهور الكتابة في مناطق مثل بلاد الرافدين، ومصر القديمة، ووادي السند، والصين القديمة. وقد أثر هذا الاختراق بشكل عميق على مسار التعليم. سهلت الكتابة تخزين المعلومات وحفظها ونشرها، مما أدى إلى تطورات لاحقة مثل إنشاء الوسائل التعليمية مثل الكتب المدرسية وإنشاء مؤسسات مثل المدارس.

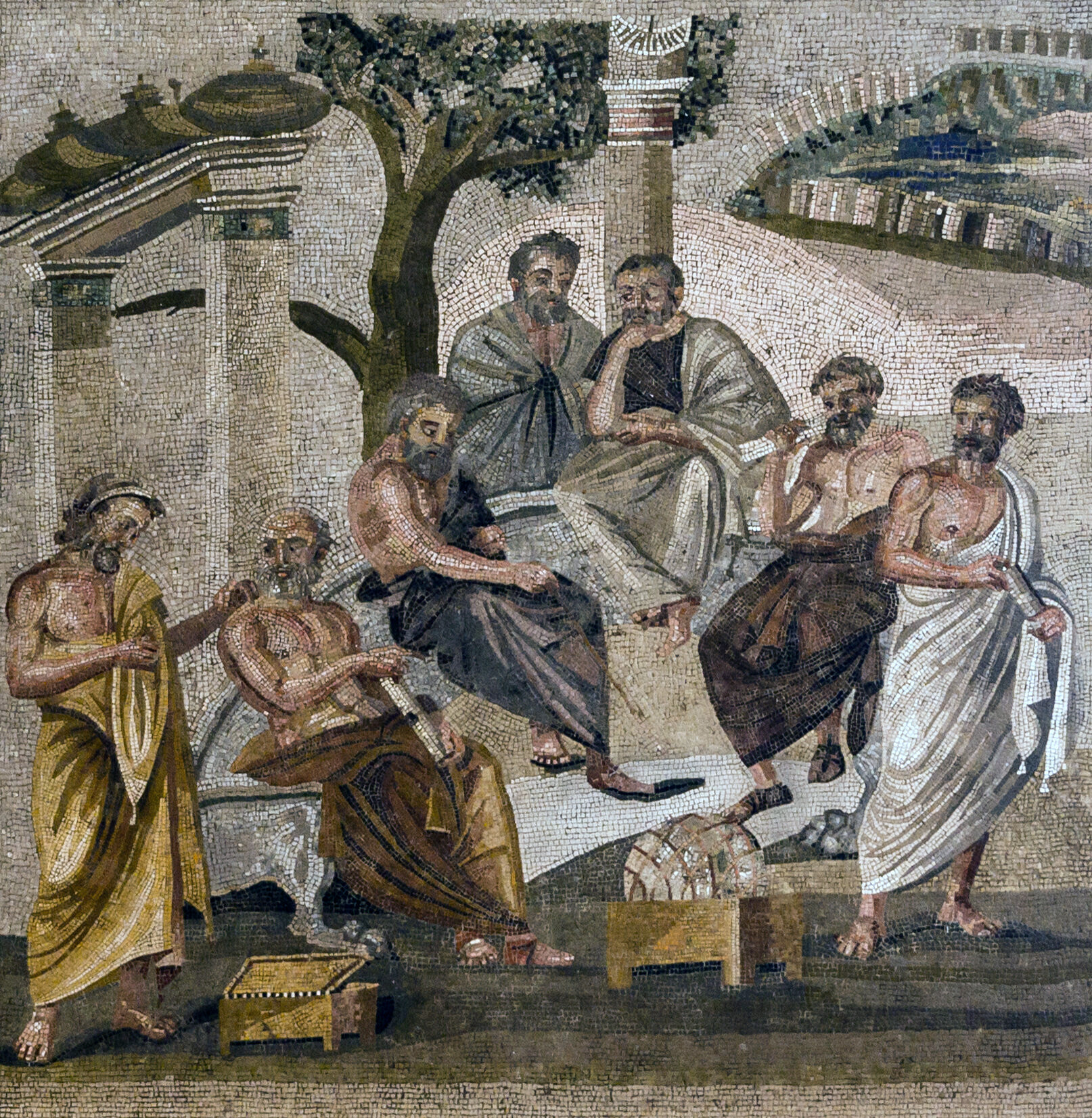
أكاديمية أفلاطون، التي صورت في فسيفساء من بومبي، كثيرا ما تعتبر المؤسسة الافتتاحية للتعليم العالي.

جانب آخر مهم من التعليم القديم كان إنشاء التعليم الرسمي. وأصبح ذلك ضروريًا مع تطور الحضارات واتساع حجم المعرفة، بما يتجاوز ما يمكن أن ينقله التعليم غير الرسمي بفعالية عبر الأجيال. تولى المعلمون أدوارًا متخصصة لنقل المعرفة، مما أدى إلى اتباع نهج تعليمي أكثر تجريدًا وأقل ارتباطًا بالحياة اليومية. ظل التعليم الرسمي نادرًا نسبيًا في المجتمعات القديمة، وكان متاحًا في المقام الأول للنخبة المثقفة. وغطت مجالات مثل القراءة والكتابة، وحفظ السجلات، والقيادة، والحياة المدنية والسياسية، والدين، والمهارات الفنية المرتبطة بمهن محددة. قدم التعليم الرسمي نموذجًا تعليميًا جديدًا أكد على الانضباط والتدريبات على الأساليب غير الرسمية السائدة سابقًا. اثنين من الإنجازات البارزة للتعليم القديم تشمل تأسيس أكاديمية أفلاطون في اليونان القديمة، والتي غالبًا ما تعتبر أقدم مؤسسة للتعليم العالي، وإنشاء مكتبة الإسكندرية الكبرى في مصر القديمة، المشهورة كواحدة من أهم المكتبات الرائدة في العالم القديم.
تأثرت العديد من جوانب التعليم خلال فترة العصور الوسطى بشكل عميق بالتقاليد الدينية. في أوروبا، مارست الكنيسة الكاثوليكية سلطة كبيرة على التعليم الرسمي. في الوطن العربي، أدى الانتشار السريع للإسلام إلى تطورات تعليمية مختلفة خلال العصر الذهبي للإسلام، ودمج المعرفة الكلاسيكية والدينية وإنشاء المدارس الدينية. في المجتمعات اليهودية، ظهرت المدارس الدينية كمؤسسات مخصصة لدراسة النصوص الدينية والقانون اليهودي. في الصين، أنشيء نظام تعليمي ونظام امتحانات موسع للدولة، والذي شكلته التعاليم الكونفوشية. ومع ظهور مجتمعات معقدة جديدة في مناطق مثل إفريقيا والأمريكتين وشمال أوروبا واليابان، تبنى بعضها ممارسات تعليمية موجودة، بينما طور البعض الآخر تقاليد جديدة. بالإضافة إلى ذلك، شهد هذا العصر إنشاء معاهد مختلفة للتعليم العالي والبحث. ومن أبرز هذه الجامعات جامعة بولونيا، وجامعة باريس، وجامعة أكسفورد في أوروبا. وشملت المراكز المؤثرة الأخرى جامعة القرويين في المغرب، جامعة الأزهر في مصر، وبيت الحكمة في العراق. وكان التطور المهم الآخر هو تشكيل النقابات وجمعيات الحرفيين والتجار المهرة الذين نظموا مهنتهم وقدموا التعليم المهني. خضع الأعضاء المحتملون لمراحل مختلفة من التدريب في رحلتهم نحو الإتقان.

أدى اختراع الطباعة إلى جعل الوسائط المكتوبة متاحة على نطاق واسع وأدى إلى زيادة كبيرة في مستويات معرفة القراءة والكتابة العامة.

بدءًا من أوائل العصر الحديث، بدأ التعليم في أوروبا خلال عصر النهضة يتحول ببطء من النهج الديني إلى نهج أكثر علمانية. ارتبط هذا التطور بزيادة تقدير أهمية التعليم ومجموعة واسعة من المواضيع، بما في ذلك الاهتمام المتجدد بالنصوص الأدبية القديمة والبرامج التعليمية. تسارع التحول نحو العلمنة خلال عصر التنوير بدءًا من القرن السابع عشر، والذي أكد على دور العقل والعلوم التجريبية. أثر الاستعمار الأوروبي على التعليم في الأمريكتين من خلال البعثات التبشيرية المسيحية. في الصين، توسع نظام التعليم الحكومي بشكل أكبر وركز أكثر على تعاليم الكونفوشية الجديدة. وفي العالم الإسلامي، زاد انتشار التعليم الرسمي وظل تحت تأثير الدين. كان التطور الرئيسي في أوائل العصر الحديث هو اختراع آلة الطباعة ونشرها في منتصف القرن الخامس عشر، والتي كان لها تأثير عميق على التعليم العام. لقد خفض كثيرًا تكلفة إنتاج الكتب، التي كانت مكتوبة بخط اليد من قبل، وبالتالي زاد من نشر الوثائق المكتوبة، بما في ذلك الأشكال الجديدة مثل الصحف والكراس. وكان لزيادة توافر وسائل الإعلام المكتوبة تأثير كبير على معرفة القراءة والكتابة العامة للسكان.
مهدت هذه التعديلات الطريق لتقدم التعليم العام خلال القرنين الثامن عشر والتاسع عشر. شهد هذا العصر إنشاء مدارس ممولة من القطاع العام بهدف توفير التعليم للجميع، على عكس الفترات السابقة عندما كان التعليم الرسمي يقدم في المقام الأول من قبل المدارس الخاصة والمؤسسات الدينية والمعلمين الأفراد. الاستثناء من هذا الاتجاه كان حضارة الآزتك، حيث كان التعليم الرسمي إلزاميا للشباب عبر الطبقات الاجتماعية في وقت مبكر من القرن الرابع عشر. وكانت التغييرات ذات الصلة الوثيقة هي جعل التعليم إلزاميًا ومجانيًا لجميع الأطفال حتى سن معينة. اكتسب تعزيز التعليم العام والوصول الشامل إلى التعليم زخما في القرنين العشرين والحادي والعشرين، وأيدته المنظمات الحكومية الدولية مثل الأمم المتحدة. وشملت المبادرات الرئيسية الإعلان العالمي لحقوق الإنسان، واتفاقية حقوق الطفل، ومبادرة التعليم للجميع، والأهداف الإنمائية للألفية، وأهداف التنمية المستدامة. وأدت هذه المساعي إلى زيادة مطردة في جميع أشكال التعليم، وخاصة ما أثر على التعليم الابتدائي. في عام 1970، لم يكن 28% من كل الأطفال في سن المدرسة الابتدائية في جميع أنحاء العالم ملتحقين بالمدارس؛ وبحلول عام 2015، انخفض هذا الرقم إلى 9%.
رافق إنشاء التعليم العام إدخال مناهج موحدة للمدارس العامة بالإضافة إلى اختبارات موحدة لتقييم تقدم الطلاب. ومن الأمثلة المعاصرة اختبار الإنجليزية كلغة أجنبية، وهو اختبار يستخدم عالميًا لتقييم الكفاءة اللغوية لدى الناطقين باللغة الإنجليزية غير الأصليين، والبرنامج الدولي لتقييم الطلبة، الذي يقيم أنظمة التعليم في جميع أنحاء العالم بناءً على أداء الطلاب البالغين من العمر 15 عامًا في القراءة والرياضيات والعلوم. وأثرت تحولات مماثلة على المعلمين، مع إنشاء مؤسسات وقواعد لتنظيم تدريب المعلمين والإشراف عليه، بما في ذلك ولايات إصدار الشهادات للتدريس في المدارس العامة.
لقد أثرت التقنيات التعليمية الناشئة كثيرًا على التعليم الحديث. أدى توافر أجهزة الحاسوب والإنترنت على نطاق واسع إلى توسيع نطاق الوصول إلى الموارد التعليمية بصورة ملحوظة وتسهيل أشكال جديدة من التعلم، مثل التعليم عبر الإنترنت. أصبح هذا وثيق الصلة خصوصًا خلال جائحة فيروس كورونا عندما أغلقت المدارس في جميع أنحاء العالم أبوابها لفترات طويلة، مما دفع الكثيرين إلى اعتماد أساليب التعلم عن بعد من خلال مؤتمرات الفيديو أو دروس الفيديو المسجلة مسبقًا لمواصلة التدريس. بالإضافة إلى ذلك، يتأثر التعليم المعاصر بالعولمة المتزايدة وتدويل الممارسات التعليمية.

## وصلات خارجية
- التعليم-اليونيسف. (بالعربية)